# Castelo de Wildenstein (Leibertingen)

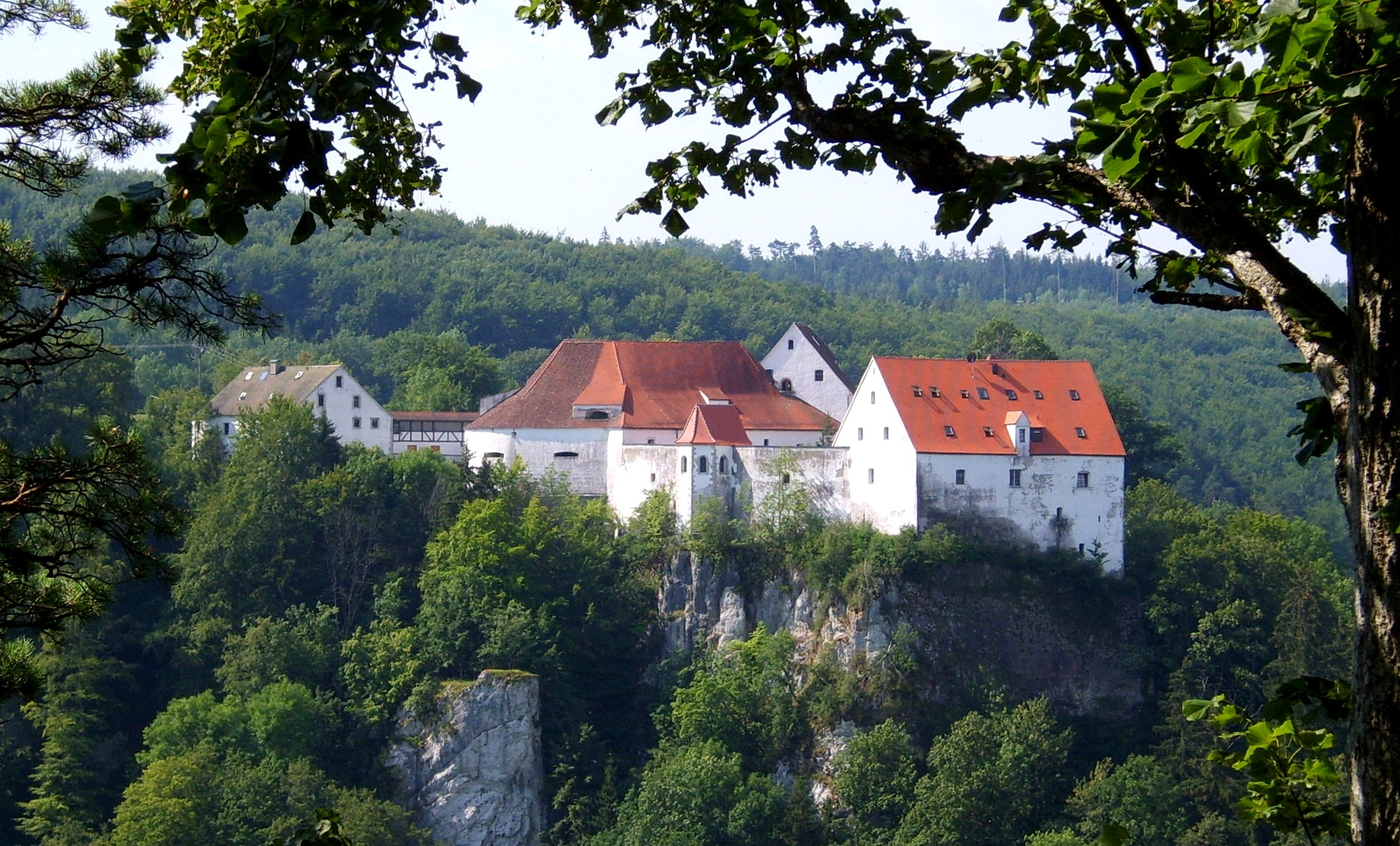
Vista geral do castelo de Wildenstein sobre a escarpa rochosa.

O castelo Wildenstein é um castelo alemão que se ergue sobre a margem do Danúbio no Jura de Suábia. Situa-se no município de Leibertingen, distrito de Sigmaringen, poucos quilómetros a jusante de Beuron, num íngreme penhasco 810 metros acima do nível do mar, sendo amplamente visível 200 metros acima do Danúbio.

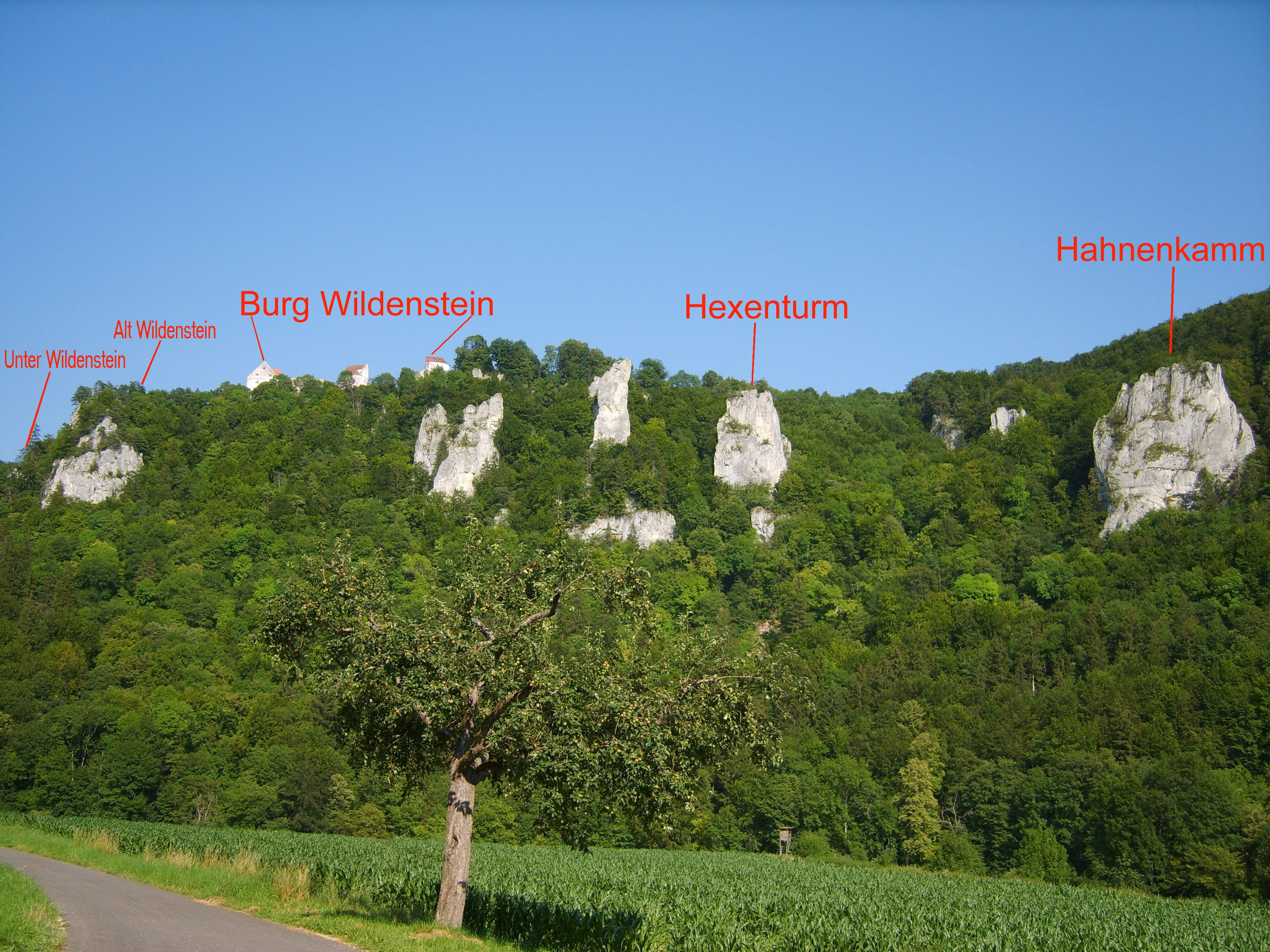
Localização do castelo de Wildenstein.

Actualmente, o castelo, um dos mais famosos e bem preservados da Alemanha, apresenta praticamente inalterado o seu aspecto de 1554, especialmente na planta exterior, depois de Gottfried Werner von Zimmern o ter transformado numa fortaleza moderna a partir de 1514.
Tanto o edifício principal como o pátio de entrada estão assentes em penhascos aplanados e têm acesso somente através de pontes. O profundo fosso que circunda todo o castelo, com os seus 20 metros de largura e 20 metros de profundidade, impressionou muito os visitates do castelo no passado, tal como é mostrado na famosa gravura de Matthäus Merian.
No interior, o castelo possui grandes pinturas renascentistas, datadas entre 1538 e 1540, com flores entrelaçadas e motivos de pássaros. Uma série de imagens mostra toda a lenda de Sigenot.

## História
As referências documentais apresentam o castelo em 1077 como fronteira dos bens do mosteiro de Beuron numa falsificação dos cronistas do mosteiro. A análise de cerâmicas encontradas mostra que o castelo de Wildenstein surgiu apenas no século XIII. Seguiram-se vários outros pequenos castelos nas proximidades, nomeadamente os castelos Altwildenstein, Unterwildenstein, Wildensteiner Burg Hexenturm e Wildensteiner Burg Hahnenkamm.
Existem relatos que afirmam que os Werderberg possuiam uma torre (Affenstets Turm) em articulação com uma cerca, que deve ter-se erguido nos arredores do castelo . Não é claro se este é um antigo nome de um dos castelos acima mencionados.

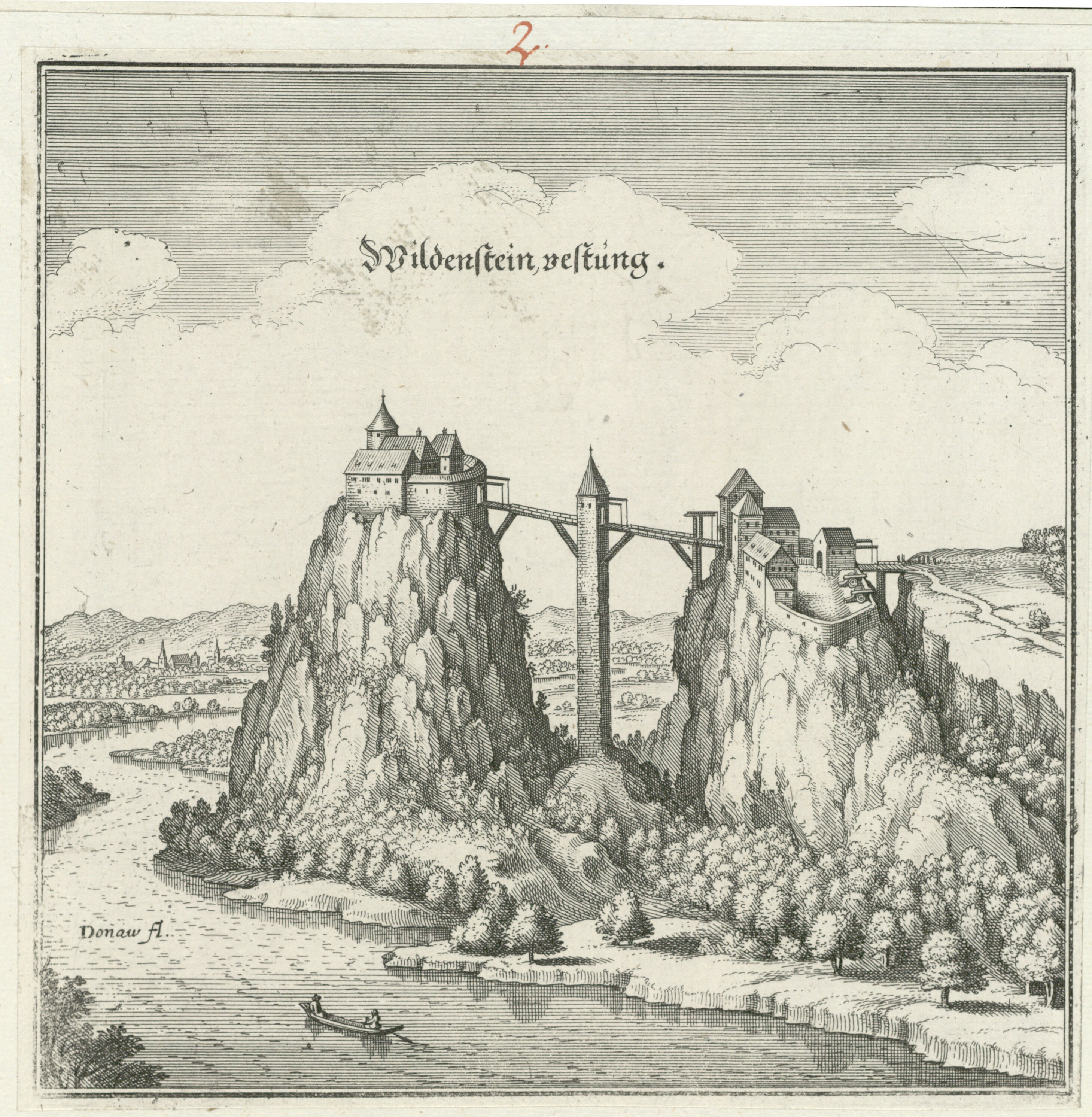
O castelo de Wildenstein numa gravura de Matthäus Merian datada de 1643. O perfil dos fossos aparece extremamente exagerado, mas dá ideia da impressão que deve ter exercido sobre os seus contemporâneos.

O actual estado de construção do castelo pouco mudou desde a reconstrução operada por Gottfried Werner von Zimmern, fornecendo ricas infromações sobre história e vida quotidiana, como reflecte a crónica zimmerniana (Zimmerische Chronik) de mais de 1500 páginas, o que leva, actualmente, à percepção do edifício como castelo dos Senhores de Zimmern. Deste modo, é ampla a representação histórica desta linhagem originária do Vale do Neckar superior na história do castelo. No entanto, também será apreciada a história inicial do castelo, assim como o período posterior em que esteve na posse da Casa Fürstenberg.

### História inicial do castelo de Wildenstein
O castelo foi construído no local actual, no século XIII, como um sucessor da cadeia de castelos edificada pelos Senhores de Wildenstein, a qual consistia em quatro castelos, todos erguidos entre 1100 e 1200. O edifício esteve provavelmente relacionado com o falecimento de Anselm von Justingen em 1263. Este era filho ou, possivelmente, neto de Anselm von Justingen, o qual acompanhou o Sacro Imperador Frederico II de Itália para a Alemanha após a sua eleição. Depois de Anselm se ter afastado do rei e, na luta entre Frederico II e o seu filho Henrique VII, ter tomado o partido deste último, caíu em desgraça, o Schloss Justingen, o seu castelo ancestral, foi arrasado e a sua linhagem perdeu importância. Os Senhores de Justingen-Wildenstein foram mencionados pela última vez em 1317.
Em 1319 o castelo passou para a posse de Rudolf von Ramsberg. No entanto, essa linhagem não teve uma vida longa. Em 1390 Burkhard von Lichtenstein e Wilhelm Schenck foram co-proprietários do castelo. Em 1395, após perder um conflito, este último cedeu o edifício ao rei Ruperto da Germânia como resgate.

### A época dos Zimmern

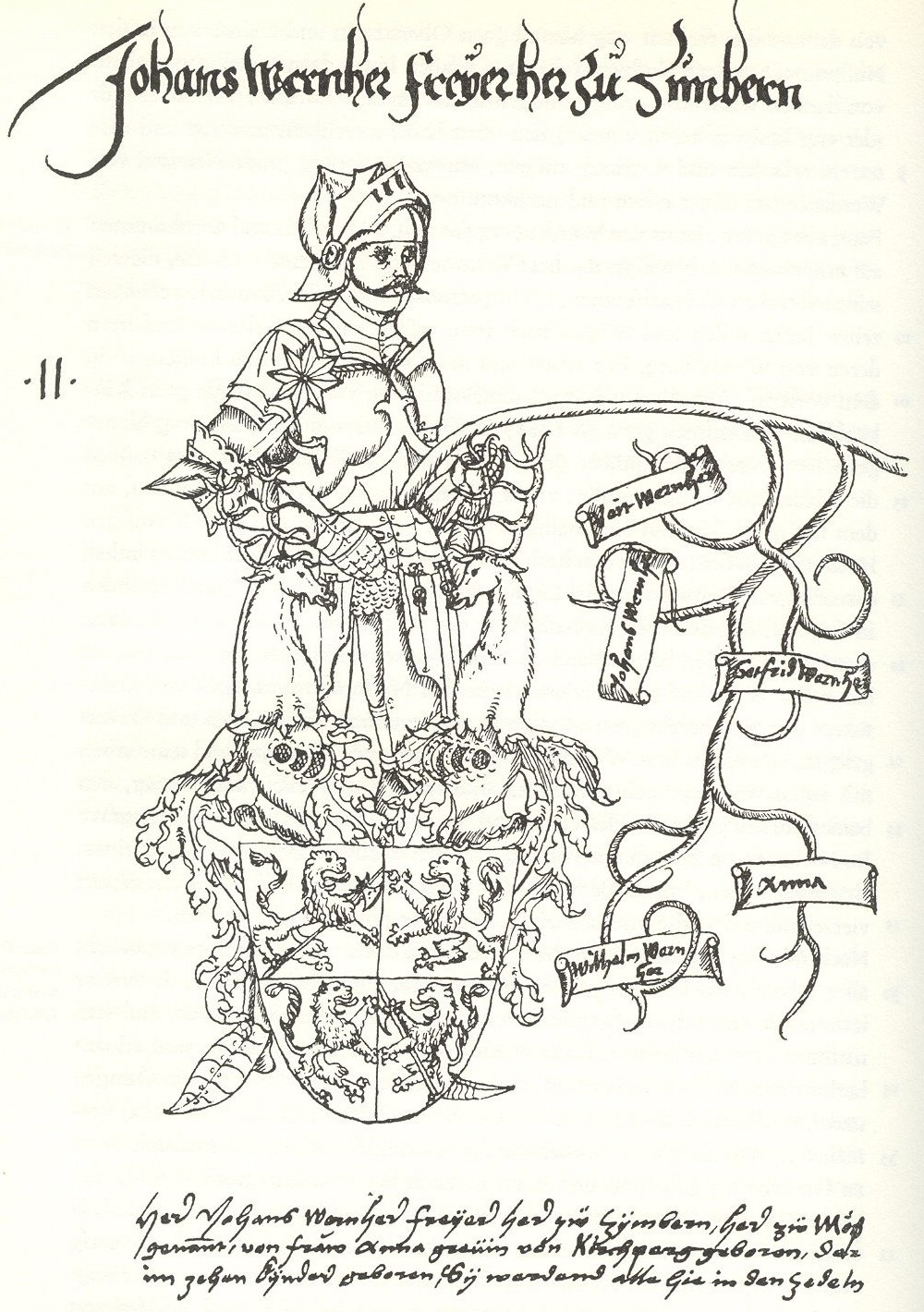
Johann Werner von Zimmern, o Velho.

Em 1397/1398, Johannes von Zimmern, o Velho, apelidado der Lapp, recebeu do rei Ruperto I metade do castelo como feudo hereditário e a outra metade para administrar. Em 1415 conseguiu o castelo inteiro do Conde Palatino Luís III, o Barbudo, "como Graça especial". Finalmente,em 1462 o castelo foi passado para Johann Werner von Zimmern, o Velho, "para livre e traquila fruição por si e seus herdeiros" .
A partir de 1441 o castelo foi expandido sob Werner von den Zimmern, o Jovem (cerca de 1423–1483). De acordo com a Zimmerischer Chronik ("Crónica Zimmerniana"), este dispendeu de 20.000 gulden para as obras. Para garantir a manutenção no valor de 120 gulden, adquiriu na cidade de Überlingen uma renda fundiária por 3000 gulden. A cisterna do pátio também data da época de Werner o Jovem. Este pediu inicialmente para não a calaftar porque a água no carste subterrâneo era incapaz de encontrar rachaduras e fendas. Segundo a Zimmerische Chronik, Werner resolveu o problema pedindo conselhos a um cristal mágico e comunicou aos contramestres a solução encontrada.
No decorrer da Disputa dos Werdenberg, durante a interdição imperial pronunciada em 1488 sobre Johannes Werner, o Velho, os documentos zimmernianos, a baixela de prata, o melhor mobiliário e as peças mais valiosas foram, no segredo, arrumados da noite em barris e baús e transportados para a sua residência em Meßkirch. Quando os Werdenberg já detinham a maior parte dos bens dos Zimmern e depois duma tentativa fracassada de tomar o castelo por traição , o edifício foi vendido, em 1491, ao Conde Andreas von Sonnenberg por 4000 gulden, com direito vinculativo de retorno aos herdeiros . Apenas o irmão Gottfried (1425–1508), com as propriedades vor Wald e o castelo de Herrenzimmern, não foi afectado por estes desenvolvimentos.
A interdição imperial contra Johannes Werner, o Velho, foi revogada e este faleceu em 1495. A maior parte dos bens dos Zimmern ainda estava nas mãos dos Werdenberger. Em 1497, Gottfried von Zimmern, a pedido do seu sobrinho Veit Werner von Zimmern e após a morte do pai deste, avançou com a recuperação dos bens da família, comprando de volta o castelo a Andreas von Sonnenberg. Este tinha mantido a renda fundiária acima mencionada, obtendo daí rendimentos que permitiram cobrir os custos acumulados. Nesse período, o tribunal supremo em Rottweil também legou o castelo de Gottfried ao seu sobrinho.

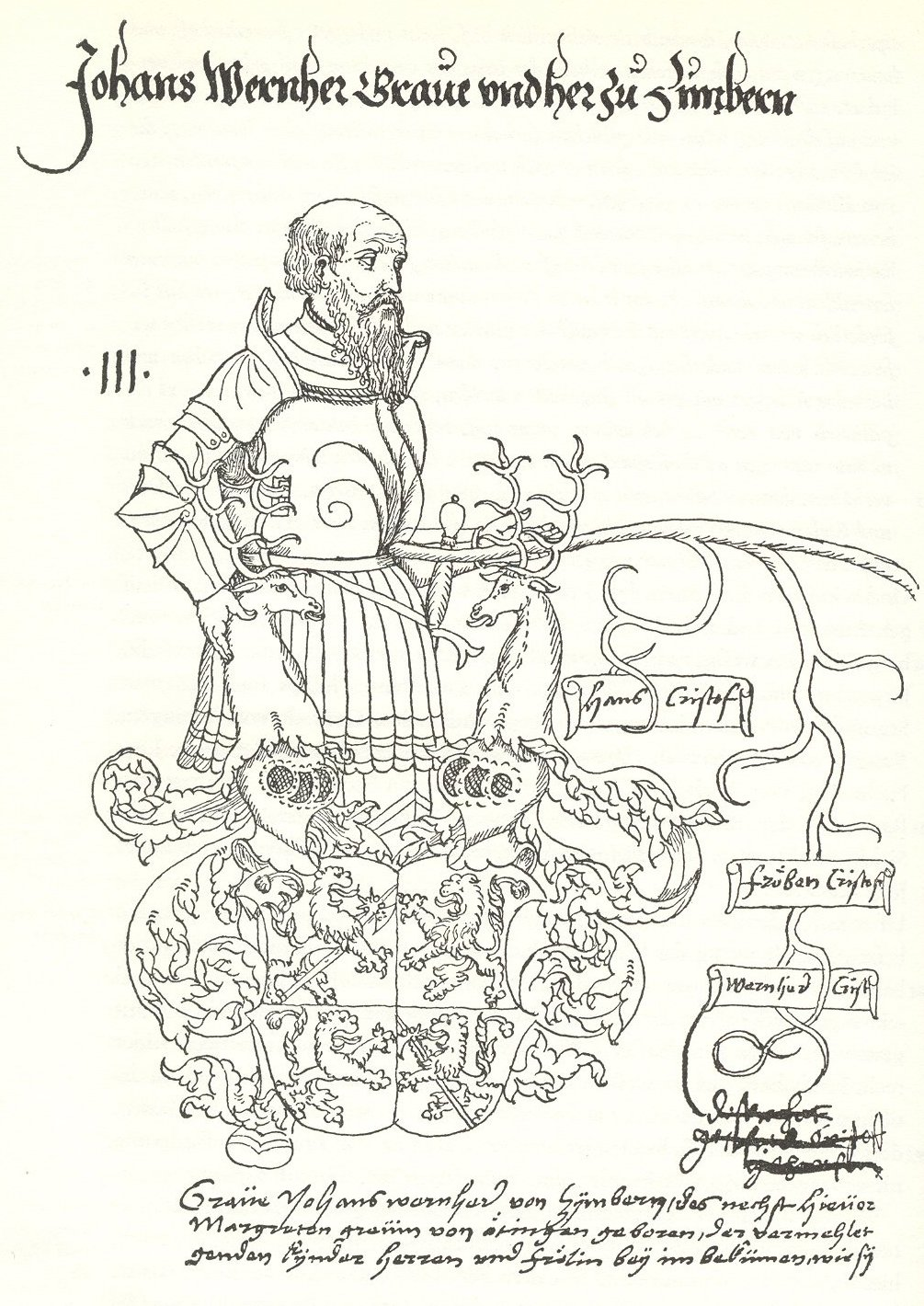
Johannes Werner von Zimmern, o Jovem

Com o apoio de Andreas von Sonnenberg, dos irmãos Albrecht e Eberhart von Klingenberg e de muitos outros nobres - e com o castelo como base - Johannes Werner von Zimmern, o Jovem – o seu irmão mais velho, Veit Werner, tinha morrido em 1499 – recuperou Meßkirch e a soberania Zimmern aos Werdenberg .

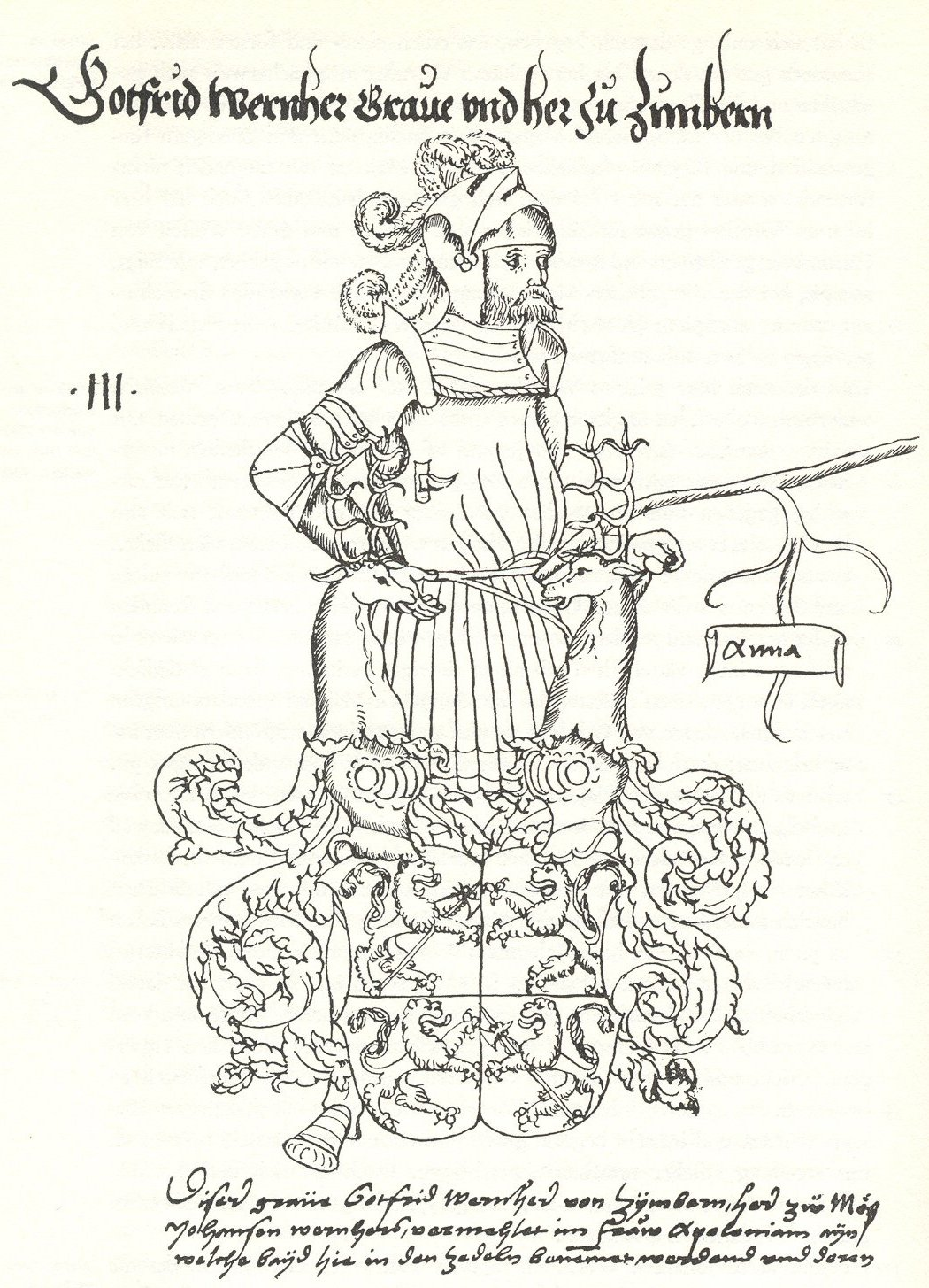
Gottfried Werner von Zimmern

O regresso do castelo à posse dos Zimmern ainda estava ligado a alguns entraves legais. Pela divisão da herança de Johannes Werners, o Velho, depois da restituição da soberania e após a morte do tio Gottfried, o castelo de Wildenstein caiu inicialmente na posse comum dos irmãos Johannes Werner e Gottfried Werner von Zimmern. Surgiu então a reivindicação do castelo pelos irmãos Klingenberg, alegando que a sua mãe e a mãe de Gottfried eram irmãs e, portanto, tinham um grau de parentesco mais próximo que os irmãos Zimmern. Depois duma arbitragem liderada pelos condes Heinrich von Lupfen, chefe da Companhia de São Jörgenschild, e Jos von Reischach os irmãos Klingenberg foram afastados das suas reivindicações de herança e compensados com 200 gulden e um cavalo pelo apoio na recuperação dos bens dos Zimmern .
No dia 12 de Maio de 1511, Felix von Werdenberg assassinou o já acima mencionado Andreas von Sonnenberg. O motivo prendeu-se com o facto de Andreas von Sonnenberg ter insultado Felix von Werdenberg, no casamento do Duque Ulrich von Württemberg, pela sua pequena estatura. Deste modo, o castelo de Wildenstein foi chamado a este drama, pois Johannes Werner von Zimmern ofereceu abrigo no castelo a um membro da família rival responsável pelo assassinato, o qual tinha chegado das suas propriedades em Brabante, não tomando residência no castelo ancestral da sua família, o Schloss Sigmaringen. Deste modo, von Wildenstein pôde seguir secretamente os movimentos de Andreas von Sonnenberg, do qual tinha ouvido falar como um dos maiores defensores dos Zimmern aquando da recuperação das suas propriedades, e partiu de lá para o seu acto na manhã de 12 de Maio. A Zimmerische Chronik não fornece explicação para esta mudança de disposição de Johannes Werner, irracional na perspectiva actual.
Gottfried Werner von Zimmern, o irmão mais novo de Johannes Werner, entrou então na posse exclusiva do castelo. A troca dos senhorios de Falkenstein e Meßkirch, assim como o golpe que deixou a posse exclusiva do castelo a Gottfried Werner, pode ser explicada pela posição incerta de Johanne Werner, que foi tido como ajudante e eventual cúmplice do acto no decorrer dos procedimentos de investigação levados a cabo após o assassinato. A crónica justifica a troca com a subida de estatuto de Gottfried, que nesse ano contrai um casamento vantajoso com Apollonia von Henneberg. Depois que o pátio de serviço foi queimado em 1512, e não foi possível chegar a qualquer acordo de reconstrução entre os irmãos, Gottfried Werner ordenou, em 1513, a Karlin Pfeiler, o governador de Wildenstein, que lhe prestasse fidelidade. Em 1514, a divisão patrimonial entre os irmãos foi novamente selada. A partir desse momento, Gottfried Werner, que tinha desenvolvido uma paixão pela edificação de castelos, desenvolveu Wildenstein para uma fortaleza em concordância com o nível técnico do início da Idade Moderna. Embora Meßkirch fosse a cidade sede de residência, Gottfried Werner foi muito feliz em Wildenstein. As alas residenciais estavam extensamente decoradas com ornamentos renascentistas contendo pinturas de tectos e paredes, mas também com representações de histórias de heróis populares na época. No espaço aberto em frente ao castelo planeava estabelecer uma nova cidade - ideia já anunciada aos nobres - que queria incluir na sua jurisdição. Acabou, no entanto, por rejeitar esse plano uma vez que não teve qualquer filho legítimo.

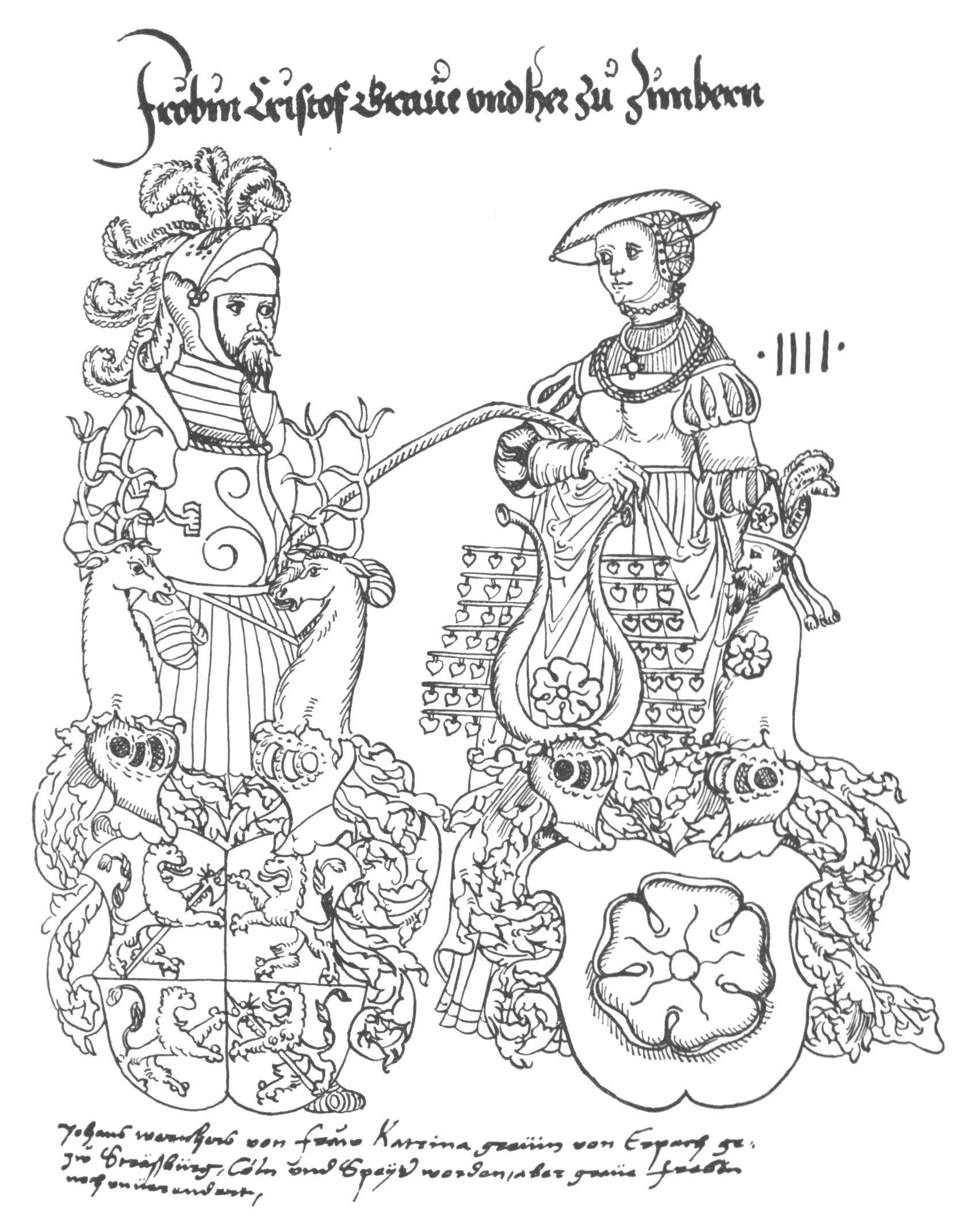
O Conde Froben Christoph von Zimmern e a sua esposa, Kunigunde, Condessa de Eberstein.

O sobrinho e herdeiro de Gottfried Werner, Conde Froben Christoph von Zimmern (autor da Zimmerische Chronik, uma excelente fonte de informações sobre a cultura aristocrática e popular na vida do século XVI), também trabalhou aqui, juntamente com a sua residência em Meßkirch.
Além de pequenas escaramuças, o castelo nunca foi palco de grandes conflitos militares. No decorrer da rixa dos Werdenberg, as tropas werdenberguianas conseguiram ultrapassar o primeiro portão através da traição dos porteiros. Conseguiram, no entanto, repeli-los, de forma que o castelo, como já foi referido, pudesse ser entregue como recompensa ao amigável Andreas von Sonnenberg. Em 1519, durante a epidemia de peste, serviu como abrigo isolado, sendo mesmo a entrega de alimentos feita um pouco antes do portão do castelo como forma de evitar qualquer contacto pessoal. Tanto na Guerra dos Camponeses, em 1525, como na Guerra de Esmalcalda, os amigos aristocratas e companheiros de batalha de Zimmern - os Condes de Helfenstein, os Truchsessen de Waldburg, o  Landkomturei de Altshausen, o Abade de Beuron e outros nobres - encontraram refúgio em Wildenstein. A situação mais ameaçadora surgiu durante a Guerra dos Príncipes, em 1552, quando muitos nobres procuraram a protecção do castelo e puseram ali os seus bens em segurança. Nessa época estavam guardados em Wildenstein bem mais de 100.000 gulden. Os inimigos encontravam-se em Ulm e estavam prestes a mandar um pelotão para tomar Hegau e o Lago de Constança. O Conde Friedrich von Castell planeava, com poucos homens, forçar Gottfried Werner a render-se. Ablach e Göggingen tinham-se rendido e a guarnição preparava-se para o pior. Reconheceram a fraqueza nos preparativos da defesa e perceberam, em particular, que o moral dos homens estava muito em baixo, já que se encontravam preocupados com as suas famílias deixadas para trás. Gottfried Werner também quis levar para o segurança do castelo a sua filha cega, Bárbara, freira no Convento Inzigkofen, mas esta preferiu permanecer fiel aos seus votos no convento. Porém, as tropas inimigas retiraram inesperadamente depois de Allgäu.
Devido ao seu valor militar, o castelo atraíu de novo a atenção de vários inimigos em anos posteriores, embora os conflitos específicos em torno do edifício não tenham ido além de episódios anedóticos.
Após a extinção dos Condes de Zimmern, em 1594, com a morte de Wilhelm von Zimmern, as irmãs que lhe sobreviveram venderam o castelo, por 400.000 gulden, ao Conde Georg von Helfenstein-Gundelfingen, o marido da segunda irmã mais velha, Apollonia (1547–1604).

### O castelo dos Fürstenberg

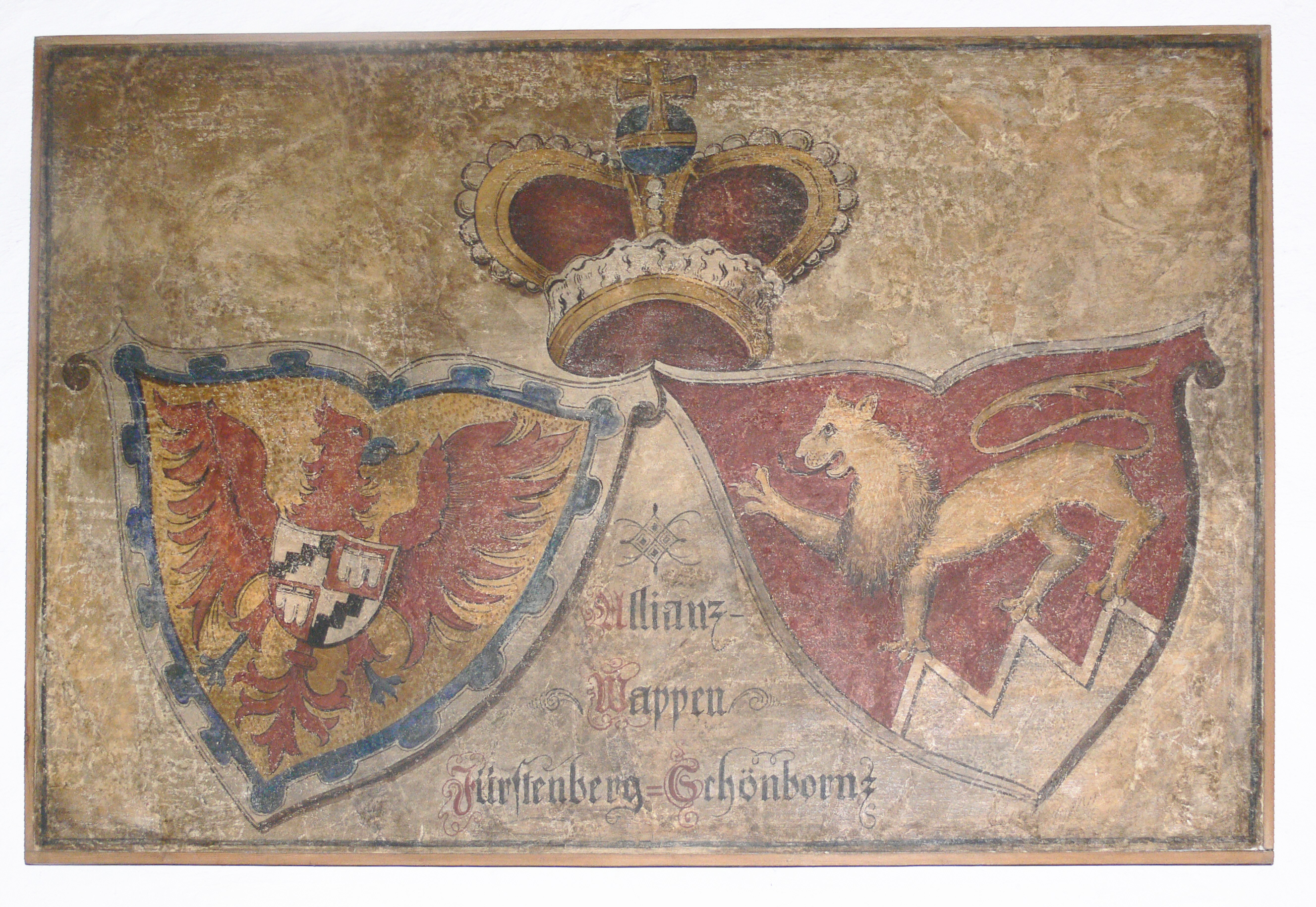
Brasão de aliança dos Fürstenberg-Schönborn presente no salão de Wildenstein.

Em 1627, após a extinção da linhagem masculina dos Helfenstein-Gundelfingen, Wildenstein passou para a posse do Conde Wratislaus I von Fürstenberg, marido de Johanna Eleonora, Baronesa de Gundelfingen, Wildenstein e Meßkirch.
Em 1639, já depois da Paz de Praga, a Guerra dos Trinta Anos tinha-se tornado numa guerra aberta da França contra o Estados Imperiais. Wratislaus von Fürstenberg dirigiu, então, à corte imperial um pedido de 8.000 a 10.000 gulden para permitir uma maior guarnição na fortaleza. Uma vez que essa verba não foi disponibilizada, Wildenstein foi provido apenas com quatro mosqueteiros sob o comando de Jacob Bürklin. No Domingo, 10 de Agosto de 1642, Bürklin foi com três dos mosqueteiros a uma festa em Meßkirch. O quarto mosqueteiro deitou-se ao sol a fumar fora do castelo e foi atacado pelas tropas do Festung Hohentwiel. Uma das mulheres do castelo ainda conseguiu fechar os portões, mas foi impedida pelas outras mulheres de usar sozinha a força das armas através duma seteira contra os invasores. Parece ter havido traição em jogo, uma vez que Bürklin e os outros três mosqueteiros fugiram. Porém, as tropas bávaras deslocaram-se, sendo as agressões repelidas com sucesso e com perdas para os atacantes. No entanto, quando o cerco teve início, e a guarnição não tinha certezas quanto aos mantimentos e reforços que podia esperar, foi acordada uma capitulação honrosa. No dia 4 de Setembro de 1642 a fortaleza ficou nas mãos das tropas bávaras, sob o comando do tenente-coronel Marmont. Wildenstein permaneceu na posse dos bávaros até 1649.
Na Guerra da Sucessão do Palatinado o castelo foi novamente colocado sob ocupação imperial e também durante a Guerra da Sucessão Espanhola os Fürstenberg colocaram Wildenstein em defesa.
Posteriormente, o castelo era usado principalmente como cadeia. Em 1744 ardeu por descuido dum sentinela que tinha aproveitado para fumar cachimbo na ponte. Em 1756 um raio atingiu a empena do arsenal, o que resultou em grandes danos nas paredes de toda a ala oeste.
Na Primavera de 1770, a Princesa Maria Antonieta viajou para a França como consequência do seu casamento e parou na estação de Donaueschingen. Nessa ocasião, foram retiradas as armas que restavam em Wildenstein para que disparassem como saudação. Obviamente, depois disso não se viu qualquer necessidade militar de levá-las de volta para o castelo.

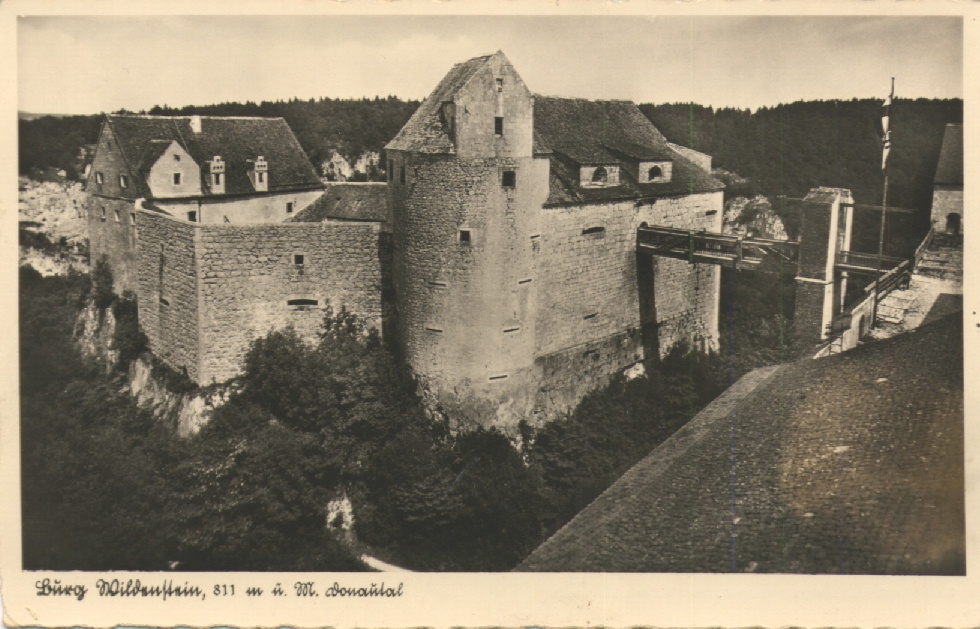
O castelo de Wildenstein num postal de cerca de 1920.

O castelo foi-se degradando cada vez mais até que, em 1802, o Oberamtsverwaltung em Meßkirch sugeriu a sua demolição. No período da Mediatização Alemã, entre a Reichsdeputationshauptschluss de 1803 e a Acta da Confederação do Reno de 1806, Fürstenberg ainda lutava pela sua independência, sendo o castelo, pelo contrário, renovado e reparado entre 1804 e 1806. Em 1867 foi a vez da capela do castelo ser renovada pelo arquitecto Baurat Weinbrenner.
Em 1911 o castelo foi danificado por um forte terramoto. Isso causou rachaduras graves na cerca e na Torre dos Comandantes (Kommandantenturm). As empenas desmoronaram.
Já em 1902, um auxiliar de madeireiro do príncipe tinha uma taberna no castelo. No dia 11 de Novembro de 1922 foi celebrado um contrato de arrendamento com a viúva dum engenheiro florestal, Katharina Fecker, nascida Stehle, que incluia, além dos campos agrícolas, um bloco de serviço. A família Fecker permaneceu no castelo quase cinquenta anos, até 1971. Ao mesmo tempo, deu-se a expansão do centro de peregrinações do mosteiro vizinho, sendo instalado um albergue no pátio de entrada, em cooperação com a comissão suaba da associação para os albergues da juventude alemães.
Em 1945, depois do ataque aéreo a Freiburg, ocorrido em Novembro de 1944, a Faculdade de Filosofia da Universidade de Freiburg continuou a leccionar no castelo com dez professores e trinta alunos. O iniciador desta escolha terá sido, provavelmente, Martin Heidegger, um natural de Meßkirch. O regresso a Friburgo foi comemorado no dia 24 de Junho de 1945 com um jantar de despedida.
No dia 21 de Dezembro de 1971, a Princesa Theresa von Fürstenberg vendeu o castelo, por 150.000 marcos, à secção suaba da Associação dos Albergues da Juventude alemães (Deutsches Jugendherbergswerk).

## Descrição das estruturas

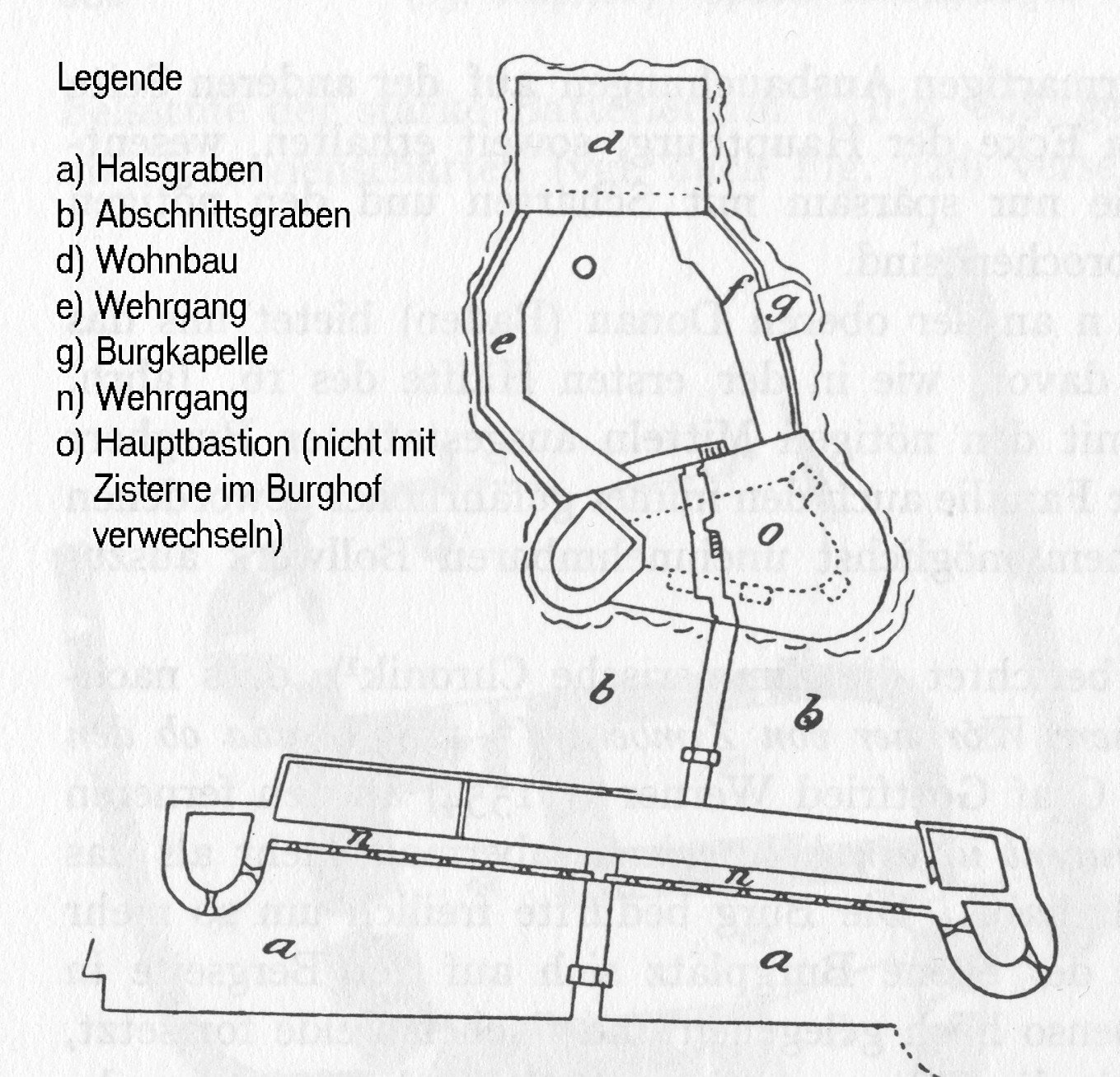
Planta do castelo de Wildenstein, por Otto Pipers.

O castelo representa a transição dos castelo medievais tradicionais para as fortalezas modernas. O antigo bergfried destacado foi demolido. No lado de ataque principal, onde a ampla área ligeiramente inclinada para o castelo oferece um terreno de preparação ideal para os atacantes, tanto o pátio de entrada como o chamado bastião principal receberam um tipo de muralha forte de protecção. Ambas diferiam das formas tradicionais por serem construídos em altura, largura e profundidade. Esta forma baixa oferecida pelo lado mais vulnerável oferecia uma pequena superfície de ataque com fogo de artilharia, o que coincidia com um campo livre de fogo do castelo.
Uma outra protecção adicional elaborada artificialmente, com pontes levadiças e fossos profundos, formava no seu conjunto uma defesa no sentido dos antigos edifícios do castelo. Estas formas híbridas entre castelo e fortaleza são encontradas apenas raramente na Europa. Estas alterações foram atribuídas, principalmente, a Gottfried Werner von Zimmern, que investiu 40.000 gulden na reconstrução do castelo. Como comparação de custos, pode dizer-se que Piper atesta a aquisição do castelo de Falkenstein por Gottfried Werner, com um prado, viveiro de peixe e um moinho, por 4.880 gulden.

### Vorburg(pátio de entrada)

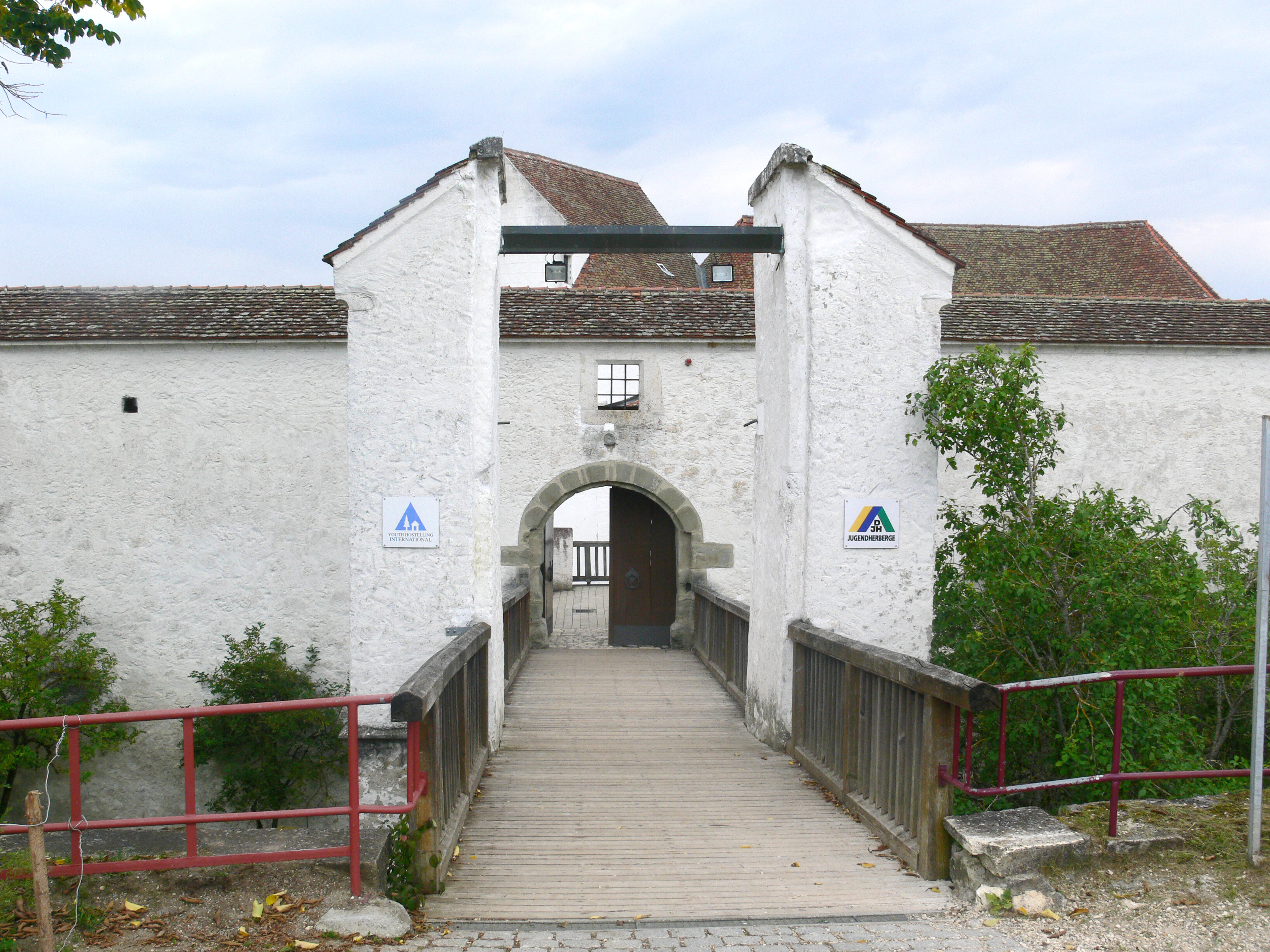
Portão exterior e Vorburgo.

Chega-se ao Vorburg (pátio de entrada) sobre um fosso seco com 15 metros de largura em média, que é uma contra-escarpa no lado atacante igualmente emparedada. Esta vala está ligada com a trincheira interna, o que faz com que o vorburg seja praticamente uma ilha rochosa. No lado defensivo, o vorburg de mais de 100 metros de largura, mas apenas 10 de profundidade, está protegido por uma muralha forte com 74 metros comprimento e três de espessura. Esta possui uma passagem coberta, com um parapeito de um metro de altura. Nos lados, o pano de muralhas é flanqueado por duas torres redondas que a cobrem, de cujas seteiras era possível revestir com tiros o fosso e a ponte levadiça. Do lado do castelo não existe qualquer muralha defensiva, de forma a não permitir a um eventual inimigo qualquer cobertura ao fogo vindo do castelo principal.
No vorburg localizavam-se os aposentos da guarnição e estábulos: na torre oeste ficava o castelão (Burgvogt), enquanto a torre leste era destinada aos guardas e à guarnição. O interior dos edifícios estão actualmente convertidos para o funcionamento do Albergue da Juventude.
O portão do vorburg era ligeiramente mais profundo que o bordo do fosso exterior. Está localizado a oeste do centro da muralha. Os pilares elevados que se erguem no fosso exterior indicam a presença duma ponte levadiça com cabos de suspensão.

### Fosso e ponte levadiça

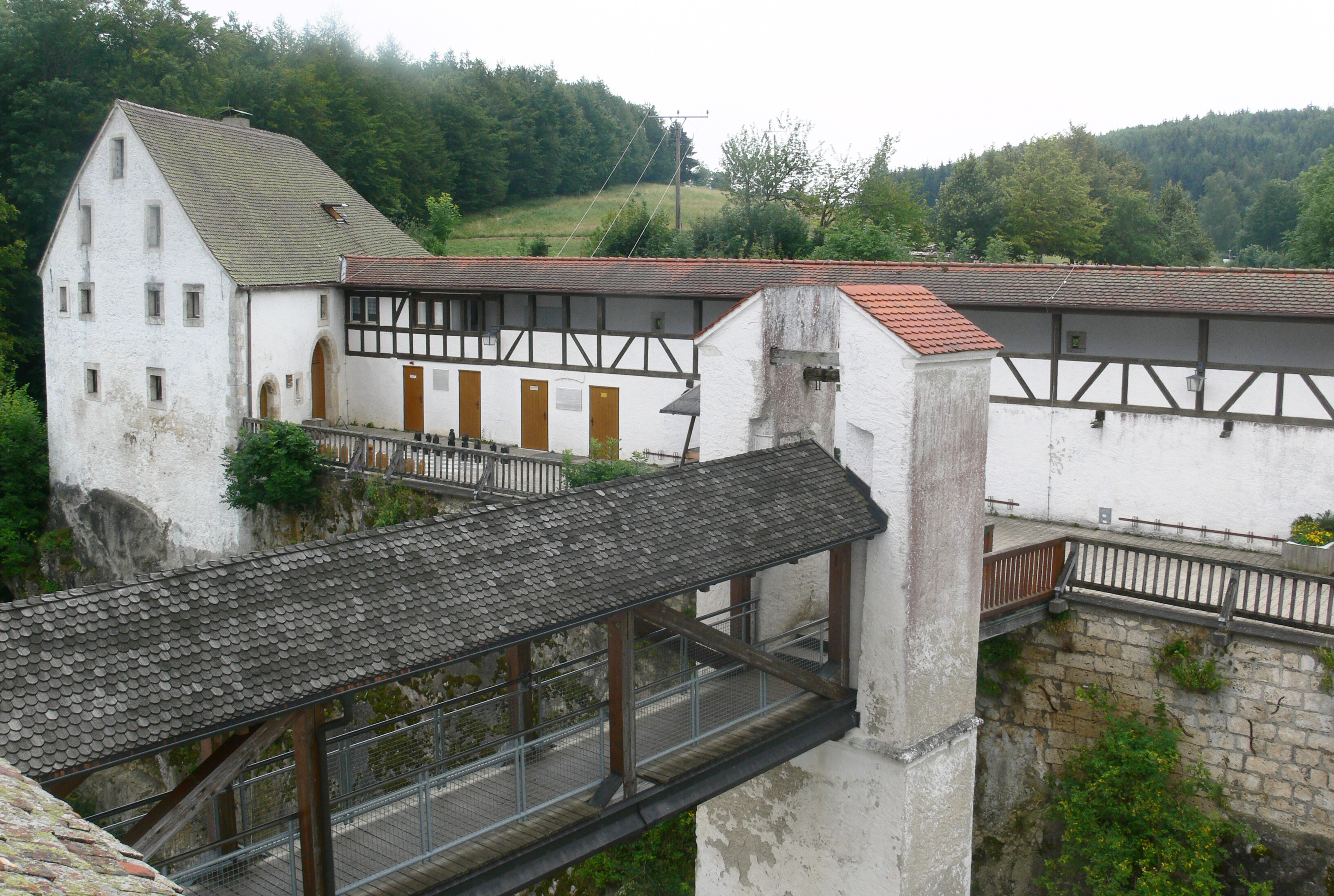
A ponte e o vorburg vistos do bastião principal.

Entre o vorburg e a parte principal do castelo encontra-se o impressionante fosso com 40 metros de comprimento. Completamente escavado na rocha pelo homem, tem uma largura de 20 metros e uma profundidade actual de 13 até um máximo de 16 metros. Originalmente, este fosso tinha mais 10 metros de profundidade e descaía para um ponto de forma a não dar oportunidade aos atacantes de usar máquinas de guerra e outros artefactos semelhantes. Nos dias de hoje, passa pelo fosso uma estrada suave que permite alcançar uma porta localizada abaixo do adarve oriental. Este foi equipado com um elevador de carga moderno para facilitar o abastecimento do albergue, caso contrário, como acontecia na época de utilização do castelo, cada cesto tinha que ultrapassar centenas de metros, duas pontes e um portão estreito e inclinado.

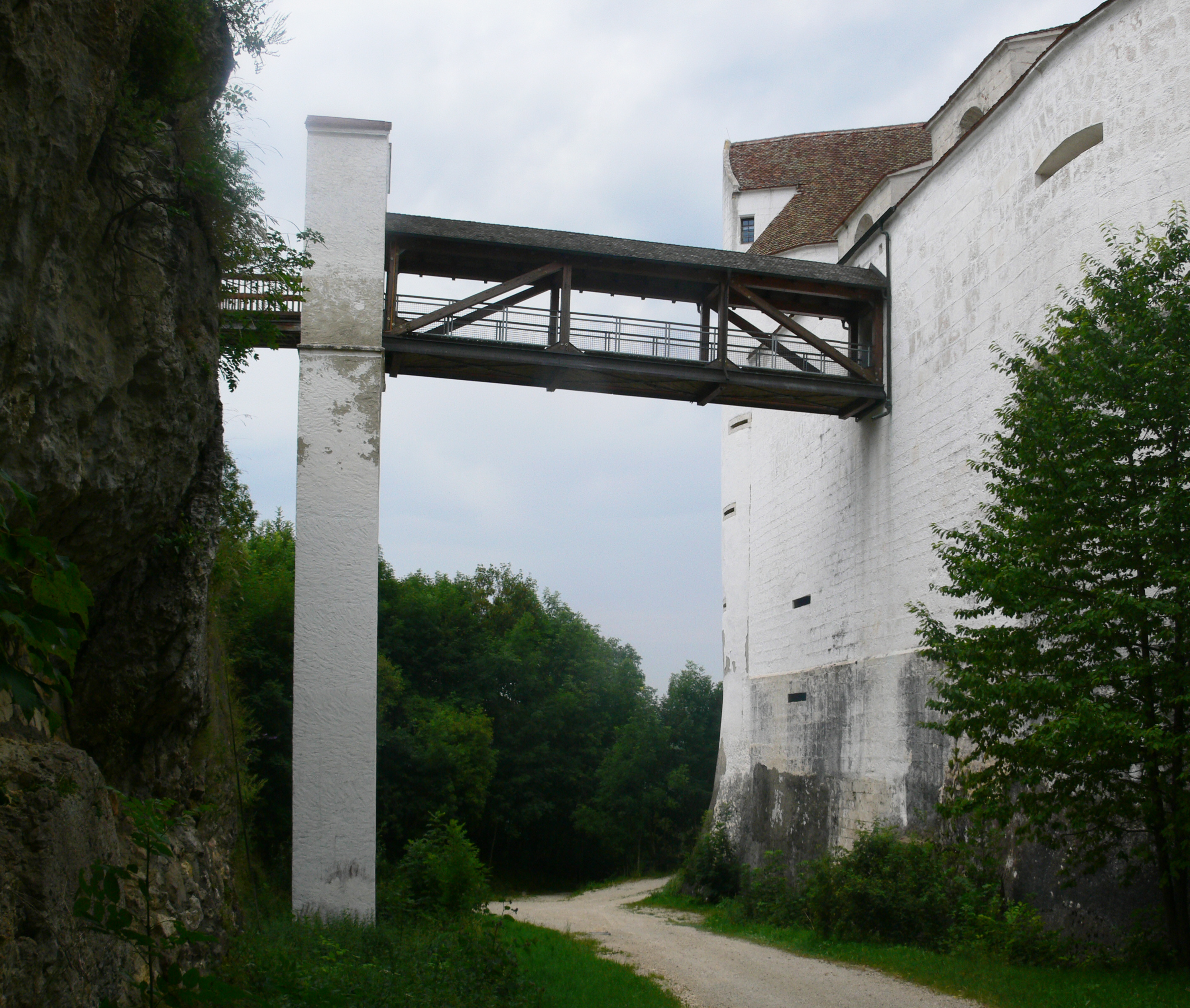
Fosso entre o vorburg e o bastião principal.

Além da já impressionante profundidade do fosso, as paredes laterais do vorburg e do castelo principal erguem-se verticalmente por 25 metros, o que dá às paredes externas a sensação duma altura quase incomensurável. Isto criou nos contemporâneos, influenciado pela gravura de Matthäus Merians (reproduzida acima), a impressão do fosso ser suficientemente profundo para atingir o fundo do vale. Ainda hoje, a ponte é um obstáculo para as pessoas com acrofobia. A actual cobertura da parte traseira da ponte destina-se a causar um efeito psicológico que permita controlar esse medo das alturas. A ponte apoia-se num único alto pilar de alvenaria assente no fundo do fosso. Aceder à área principal do castelo a partir do vorburg através da ponte levadiça, guiada por cabos de suspensão a partir desse pilar, era mais difícil. Por razões estratégicas, esta ponte fica deslocada dez metro para leste em relação à primeira ponte, de forma a evitar qualquer ataque directo de tropas a partir do vorburg. Neste pilar não há espaço suficiente para outras instalações militares. Piper também observa explicitamente que esta outra forma inédita de proporções dá a impressão de uma grande diferença natural entre dois enormes rochedos separados . No entanto, esta técnica de construção, que continua as profundas paredes verticais de pedra com a parede de alvenaria erguida directamente sobre o bordo artificial da rocha, levou mesmo assim a críticas e cepticismo : seria de esperar que as frequentes e inesperadas quedas de rocha levassem a um colapso.

### Bastião principal

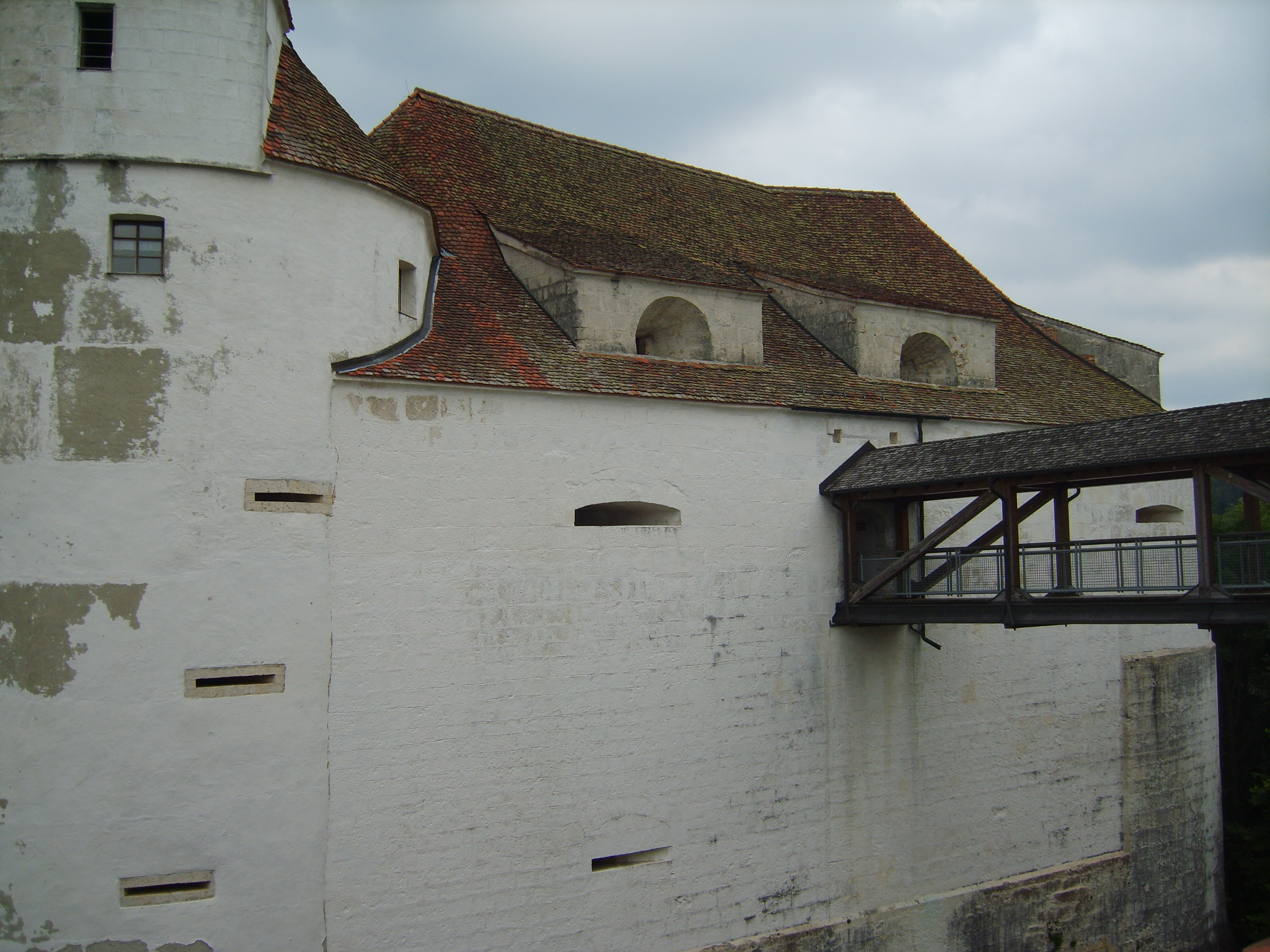
Bastião principal (Hauptbastion) com portão do castelo (Burgtor).

O bastião principal foi a mais importante estrutura de defesa do castelo. A partir dele era possível, não só, proteger a ponte que o precede imediatamente e o interior do vorburg, mas também, pelo já mencionado sistema de inclinação desse mesmo vorburg, cobrir com tiros de artilharia o campo de manobra por sobre o vorburg. O bastião principal protegia, com mais um pano de muralhas, o cume da montanha por trás dos edifícios contíguos, o palácio e a capela, assim como o pátio do castelo com a sua cisterna. As dimensões vão muito além dum pano de muralhas normal. A base assemelha-se a uma forma oval irregular com até 40 metros de comprimento e 20 a 25 de largura. O alicerce foi blindado verticamente nos três lados exteriores, com a alvenaria a afastar-se dessa verticalidade para o interior, ficando colocada perpendicularmente acima e atrás do alinhamento maciço. As casamatas inferiores têm uma espessura de parede de quase 5,5 metros e mesmo as paredes do andar superior ainda atingem 3,70 metros. Na parte oriental, onde se pensa que a rocha original terá chegado mais alto, não existe na área de acesso qualquer porão ou casamata, surgindo aqui o bastião principal com uma parede sólida de quase 25 metros de altura.

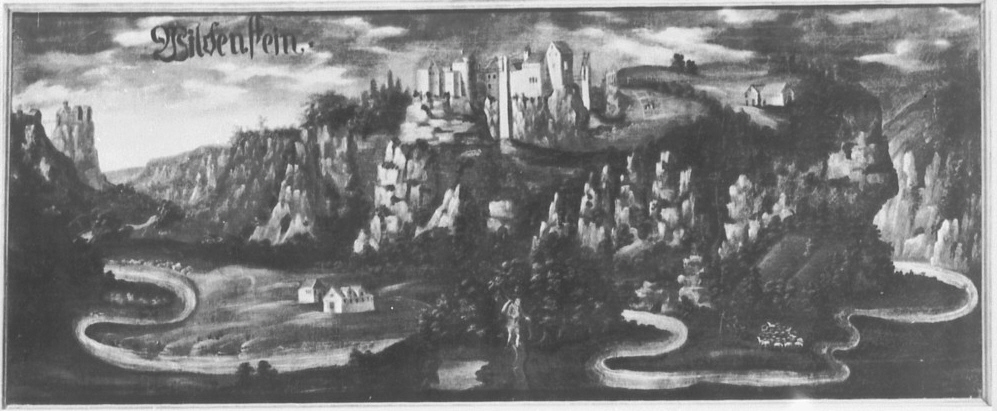
Antiga representação do castelo fantasticamente ornamentada.

O bastião tem, medido a partir do nível da entrada, apenas dois andares, os quais estão equipados com fendas para canhões. A partir do pátio, estão acessíveis na parte ocidental do bastião áreas de armazenamento e de serviço. A meio desta estrutura fica o portão do castelo. Este pode ser trancado por portas fortes à entrada e à saída, assim como no meio. Como os estábulos estavam no vorburg, e certamente não estava planeada a entrada de cavalos na áres principal do castelo, para se subir para o pátio, a passagem no portão está estreitamente dimensionada e equipada com uma rampa de acesso. Isto tornava impossível, por um lado, a passagem dum tiro de canhão e, por outro, dificultava o uso de barras para a porta do meio. Além disso, o atacante podia ser combatido de forma mais eficaz através duma grande abertura acima do campo de acção.

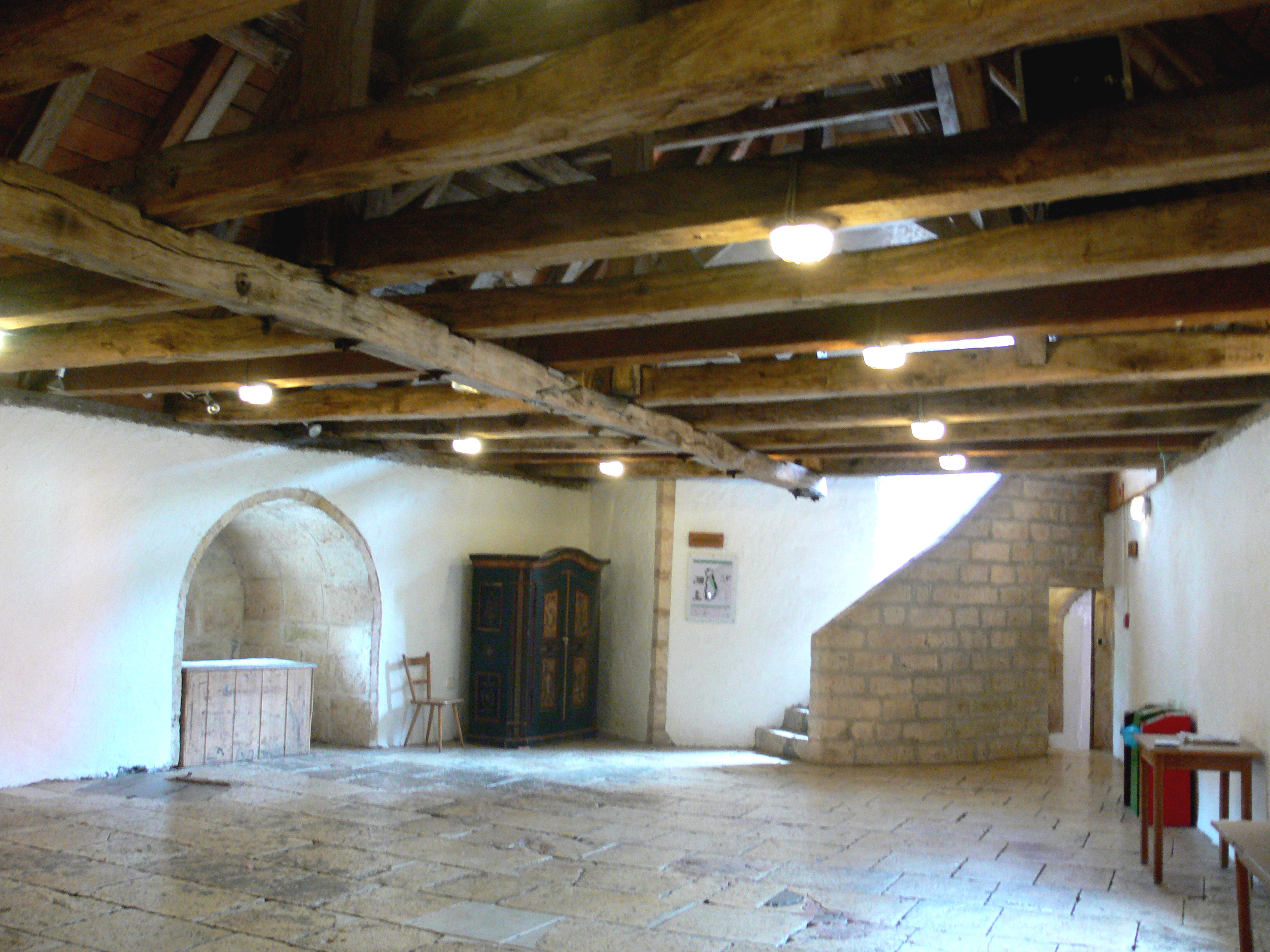
Salão do exercício militar com construção aberta do telhado.

Na chamada Torre dos Comandantes (Kommandantenturm), na parte ocidental do bastião principal, ainda existem partes duma torre medieval, possivelmente originárias do bergfried interrompido de Gottfried Werner. No piso superior estaria localizado o seu escritório, que mais tarde se tornou no homónimo Kommandantur (comando). Ainda subsistem algumas pinturas nas paredes e no tecto. Parte da pintura do tecto foi dali levada pela Associação dos Albergues da Juventude, após a venda do castelo, para o Schloss Werenwag . Os seus espaços são agora usados como quartos e salas de estar do albergue.

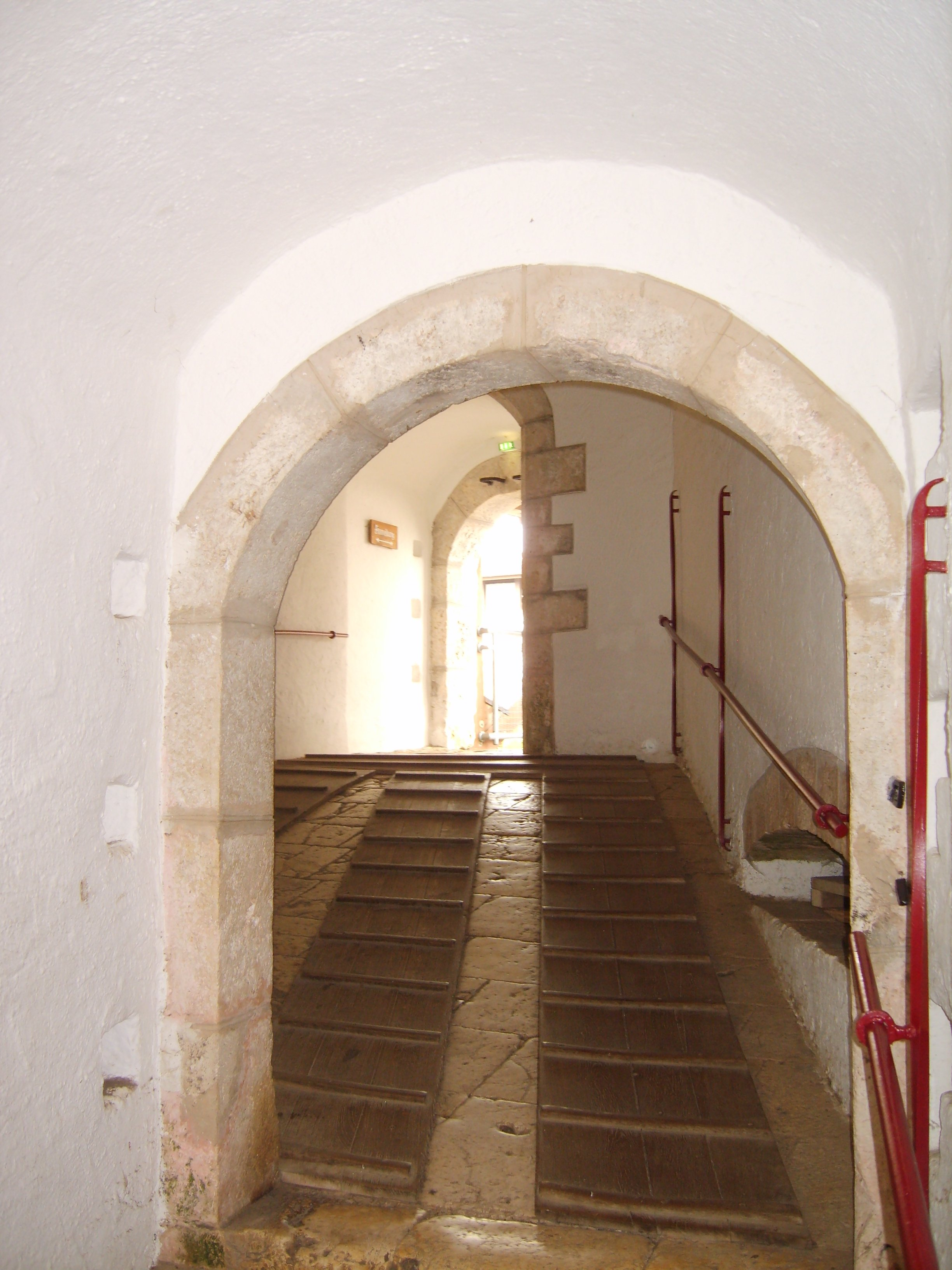
Aspecto do interior do portão de entrada do castelo.

A maior parte do piso superior é ocupado pelo chamado Exerziersaal ("Salão do exercício militar"). Sem tecto, esta sala foi concebida como um posicionamento de armas aberto. Enquanto todas as brechas do castelo estavam mais adequadas para arcabuzes e falconetes (que de acordo com Günter Schmitt também eram usados), aqui, nesta sala sem tecto, podia ser estacionada de grande calibre e alcance. A implantação nesta sala sem tecto permitia a libertação de fumo, o que teria impedido o uso prolongado de casamatas fechadas com essa função . A abertura, suportada numa engenhosa construção do telhado, podia, em caso de guerra, ser facilmente cortado . A construção do chão, com grandes lajes de calcário, ligeira inclinação e canal de drenagem de água, também indica que a ausência de telhado foi incluída na fase de planeamento. Piper indica, no entanto, que a remoção de um telhado em caso de defesa em geral, e no castelo de Wildenstein em particular, não era muito prático. Uma estrutura de telhado facilmente destacável numa planta exposta não aguentaria no caso duma grande tempestade e, além disso, é provável que o tempo de aviso quase não fosse suficiente para uma desmontagem adequada. Por outro lado, a previsão de custos duma reconstrução depois dum desnecessário desmantelamento teria impedido a sua realização com antecedência.. A existência durante séculos do telhado actual desmente Piper em relação à fragilidade face às tempestades, mas os argumentos referentes aos custos têm validade comprovada. A Crónica também relata que nas retiradas para o castelo relacionadas com situações de guerra não houve nenhum caso de demolição do telhado. No tempo de Piper, ainda existia no apartamento dos comandantes uma pintura de parede dificilmente reconhecível que representava o bastião sem telhado. No entanto, estas ilustrações não são fontes confiáveis (ver, por exemplo, a representação exagerada do castelo por Merian). Piper acusa das inconsistências descritas a inclinação para a construção de Gottfried Werner.

#### A chamada masmorra
Na parede do pátio em frente ao chamado Salão do exercício militar existe um buraco quadrangular com 40 por 60 centímetros de lado e 70 de profundidade. Trata-se da boca de entrada para uma sala sem janelas, com 4 a 5 metros de profundidade e 2,6 a 3,3 metros de largura, que hoje é chamada de masmorra. Otto Piper admitiu no seu Burgenkunde  que, na ausência duma torre de menagem, este era o lugar lógico para uma típica masmorra, embora o acesso através duma escada obrigasse desnecessariamente a uma habilidade especial. Aquele autor sugeriu que se trataria de um armazém para objectos de valor especial, seguindo uma linha de pensamento, por o espaço estar, ainda hoje, na área mais protegida do castelo contra os impactos externos. A espessura da parede tem aqui cerca de cinco metros .
No entanto, o castelo também estava equipado para acomodar presos. Com esse fim, Gottfried Werner fez uma barra para Wildenstein.

### Pátio do castelo e adarve

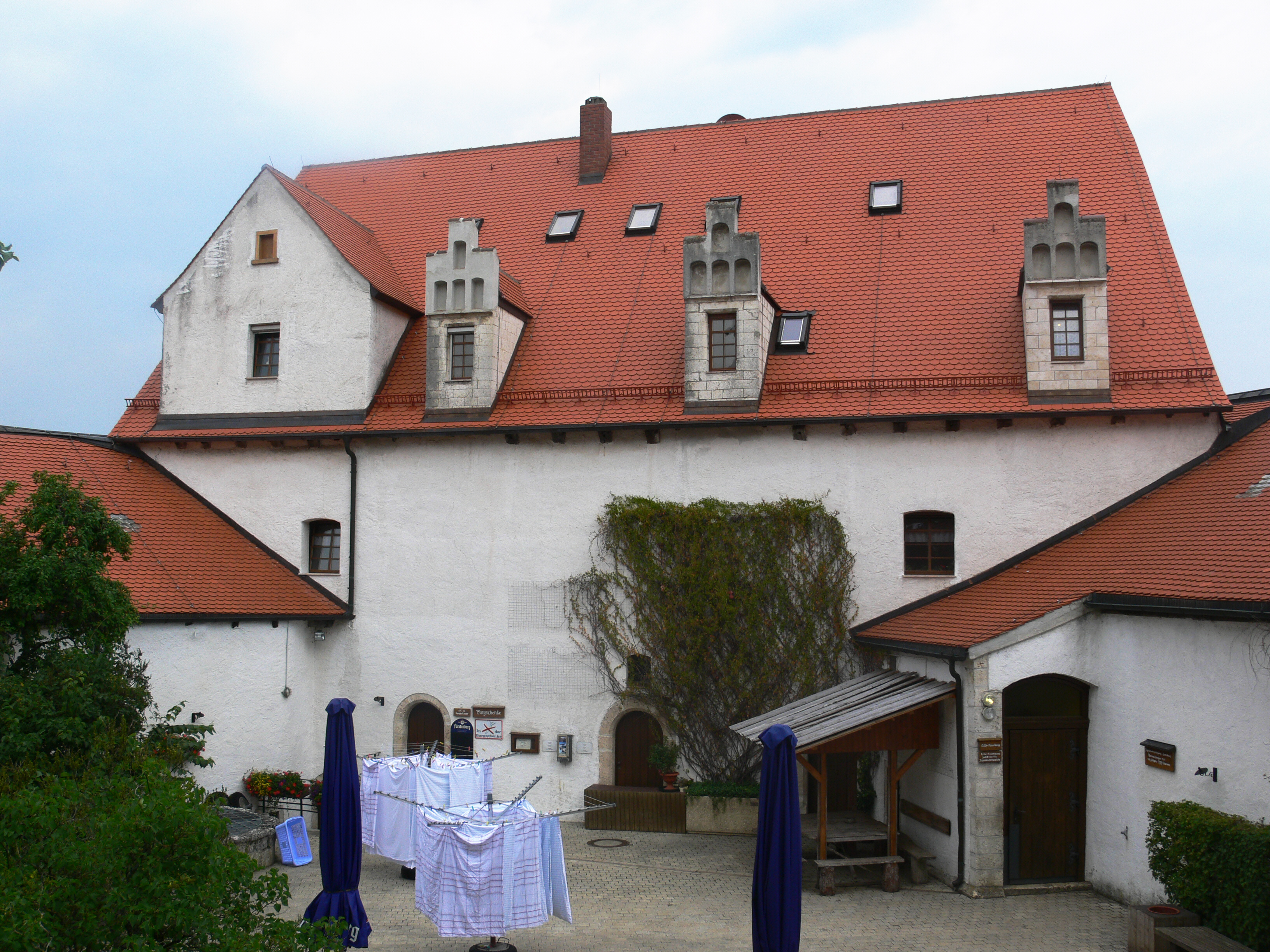
Aspecto do pátio do castelo.

Por trás do bastião principal, limitado por um adarve (recto a leste e curvo a oeste), existe o pátio do castelo. Aqui estava em realce a cisterna de 17 metros de profundidade já criada por Werner, o Jovem. Após algumas dificuldades iniciais com a calaftagem, estas foram resolvidas, assegurando o abastecimento de água para o castelo , já que a água de nascente do carste não estava disponível.
O adarve coberto devia ser, antes da reconstrução de Gottfried Werner, se não completamente redondo, pelo menos arredondado em três dos lados, com uma escada em cada extremidade .

### Capela

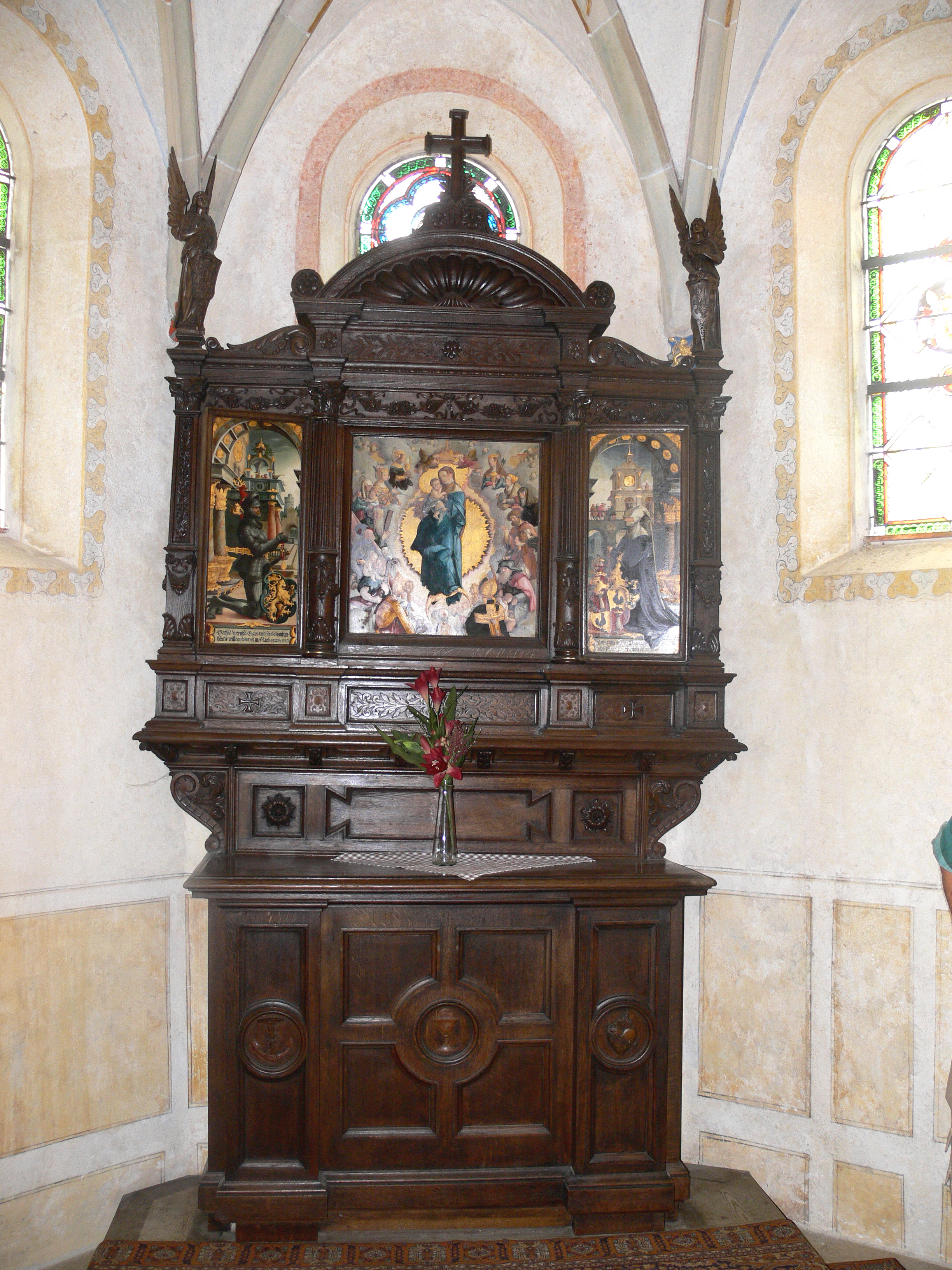
Capela do castelo com o Altar Wildenstein.

Do adarve leste ressalta a capela do castelo com coro de 3/8 e abóbada gótica. Nas suas chaves encontram-se as armas de Gottfried Werner von Zimmern e da sua esposa, Apollonia von Henneberg, enquanto nas consolas estão, entre outras, as armas dos Öttingen, pertencente à mãe de Gottfried Werner, Margaretha von Öttingen (falecida em 1528).
A capela foi construída entre 1536  1537 e equipada com o chamado Altar Wildenstein – uma obra-prima do Mestre de Meßkirch. Este era, possivelmente, idêntico ao de Joseph Weiß, de Balingen. De qualquer forma, aquele artista anónimo foi intensamente promovido por Gottfried Werner, que o deixou embelezar o altar-mor da Igreja de São Martim (Sankt Martinskirche) de Meßkirch, assim como todos os altares laterais. Os retábulos do Schloss Falkenstein e do palácio de cidade em Meßkirch também foram cobertos por ele. O Altar Wildenstein retrata a Coroação de Maria por dois anjos, cercada por catorze santos, assim como pelo fundador Conde Gottfried Werner von Zimmern e a Condessa Apollonia ajoelhados.
Provavelmente, o altar actual foi colocado aquando da renovação efectuada pelo arquitecto Weinbrenner, em 1867, com cópias do retábulo do Mestre de Meßkirch. As características estilísticas da escultura indicam esse período. As pinturas originais foram levadas para a colecção do Príncipe Fürstenberg em Donaueschingen. Quando se venderam os tesouros artísticos locais, estes foram incluídos na Colecção Würth em vez de serem vendidos para o estrangeiro. Durante a renovação, também foram usadas janelas com as armas dos Fürstenberg.
A capela tem uma cave. Os rumores românticos dizem que daqui parte uma passagem secreta que atinge o Vale do Danúbio. É assumido profanamente que se trata dum porão estruturalmente necessário, podendo garantir a função de defesa técnica do flanco leste do castelo a partir daqui. Piper lembra no seu Burgenkunde que áreas de serviço também serviram noutros castelos para esconder bens e pessoas. O espaço é fundado sobre a rocha, não sendo identificado qualquer corredor. No sótão existe um sino de 1525.

### Edifício residencial

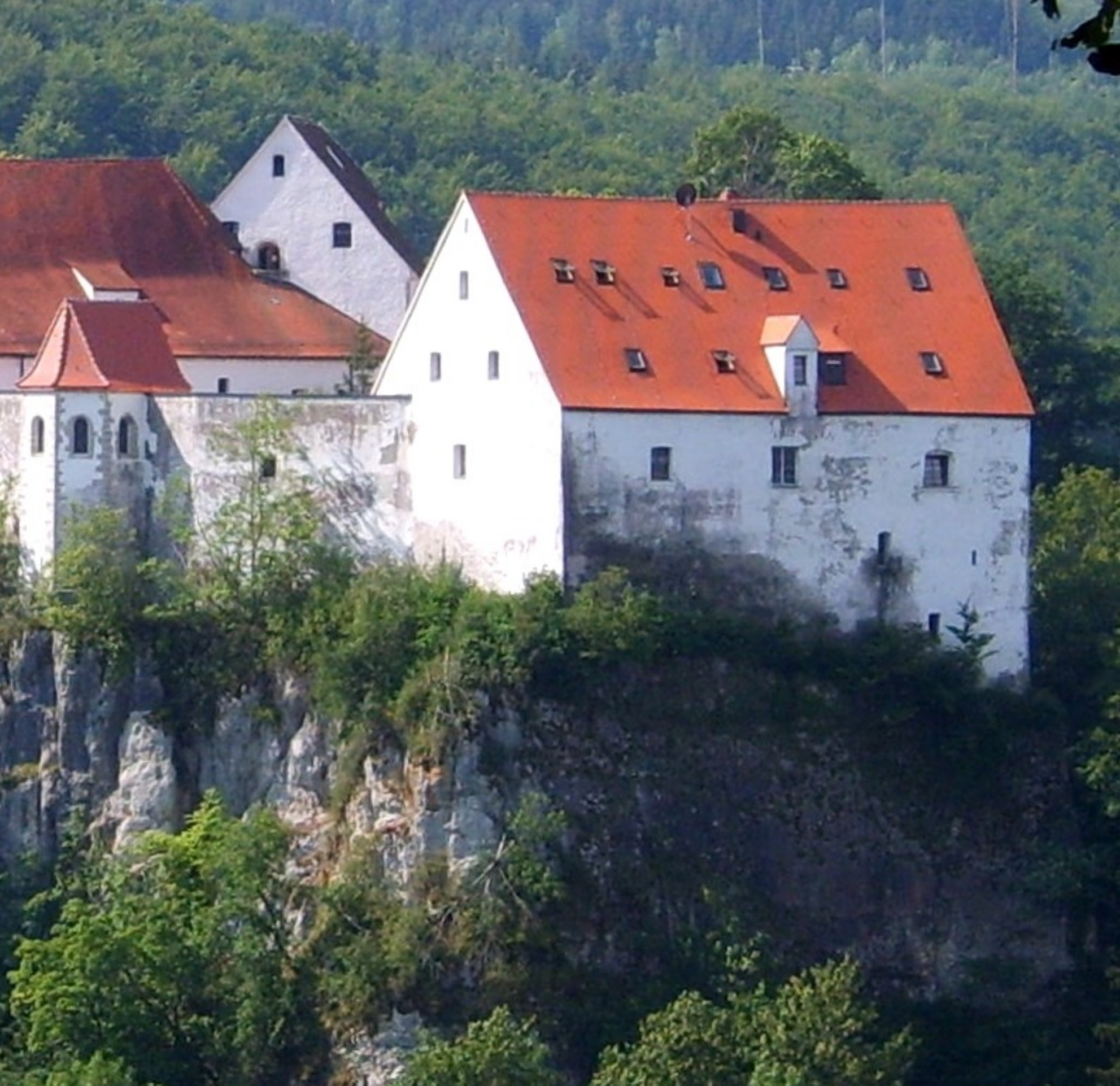
Aspecto do edifício residencial.

O término do castelo é formado por um edifício residencial de dois andares, com estrutura de telhado alto com águas-furtadas e empenas triangulares, não muito correctamente chamado de Palas, embora falte esse característico grande salão. No piso inferior fica o actual bar do castelo e salas adjacentes, enquanto no piso superior existem duas grandes salas, a mais ocidental das quais serve de sala de jantar do albergue. O espaço amplo está agora dividido entre uma ante-sala da recepção do albergue da juventude, um escritório e sala de pessoal e a cozinha do albergue. A partir do hall de entrada, sobe uma escada na antiga chaminé da lareira para o actual apartamento do administrador do albergue, situado sob o telhado. O edifício está parcialmente em cave. O lado do vale, como já foi mencionado, ergue-se verticalmente sobre as rochas, duplicando uma vez mais a altura da parede externa.

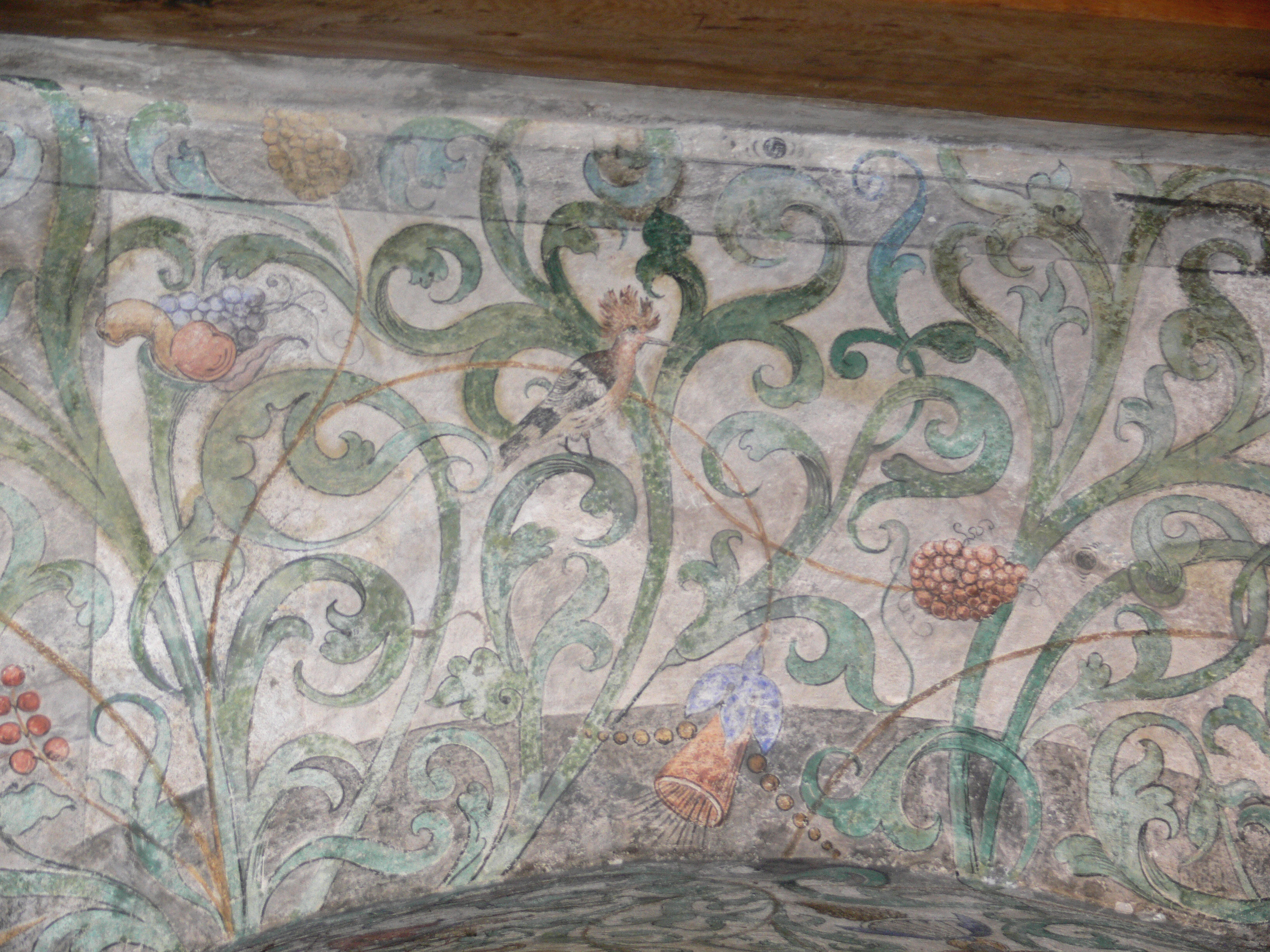
Pintura mural em Wildenstein.

No piso superior encontram-se pinturas murais significativas, como as que estão na sala de jantar com motivos de gavinhas com pássaros. São parcialmente visíveis vários conjuntos de pinturas, uma indicação de que Gottfried Werner interrompeu frequentemente as obras quando não gostava dos trabalhos e começou de novo, o que elevou dramaticamente os custos do castelo. Em todas as superfícies exteriores do espaço oriental, incluindo os nichos das janelas, está representada a lenda de Sigenot numa enorme história de imagens. Gottfried Werner, escreve a Crónica, constituía-se como tal. Então, como fazia frequentemente depois de jantar, ordenou ao seu secretário que "com ele beber e e sob a bebida fez rimas do bernense e dos ressusssitados, de modo que o seu esforço vil ainda existe em Wildenstain"“ . As reproduções de Froben Christoph sobre estas pinturas de parede, ou em livro, sob o Manuscrito Donaueschingen (Handschrift Donaueschingen) Nr. 74, anteriormente na Biblioteca Fürstenberg (Fürstenbergischen Bibliothek) e que hoje se podem encontrar na Biblioteca Estadual de Baden (Badischen Landesbibliothek), não são únicas. Alunos da Universidade de Tübingen têm estudado esta série de pinturas, documentando-as sistematicamente em imagens e esboços e disponibilizado-as na internet .

## A vida no castelo
No tempo de Gottfried Werner e do seu sobrinho Froben Christoph o castelo não servia para se viver todos os dias. Este tinha-se mudado para o palácio em Meßkirch. Uma geração atrás, sob o seu tio Gottfried, ainda era o centro de vida, enquanto agora servia para ponto de fuga e, em alguns casos, de exílio. Conforme é relatado na Crónica, Bárbara, que ainda não era casada quando o seu irmão Johannes, o Velho, passou a dirigir o governo da Casa, foi por ele relegada para Wildenstein. Ela apaixonou-se por Hans von Weitingen e com ele quis noivar em segredo. Vários amigos dos Weitingen e dos Zimmern, e até representantes da cidade de Rottweil, intrometeram-se no assunto. Com um dia de diferença, numa sexta-feira de 1506, foi alcançado o acordo de casamento em Fridingen. Hans von Weitingen tornou-se, mais tarde, em Obervogt sob o Duque Ulrich.
Para Gottfried Werner o castelo não foi apenas um refúgio em tempos de necessidade, mas também um retiro privado. A Crónica afirma que ele tinha um amor especial pelo castelo e que muitas vezes, sem a sua esposa ou comitiva, se retirava para Wildenstein por quatro ou cinco dias, um evento que causava ansiedade e alegria por todo o lado pela presença do, muitas vezes irascível, senhor da Casa..
O castelo foi gerido por um Vogt, uma posição de absoluta confiança. Assim, Gottfried Werner substituiu uma vez parte do pessoal na ausência do vogt, de quem ele já não confiava. Da guarnição regular, ou pelo menos quando o senhor estava presente, faziam parte um padre, que rezava missa regularmente na capela, e um barbeiro para o senhor. Este ía todas as manhãs à câmara de Gottfried Werner perfumar com zimbro e servi-lo.
Muitas vezes, porém, viviam-se tempos realmente difíceis e era necessário permanecer no castelo. Por exemplo, durante uma epidemia em 1518 o fornecimento de alimentos para armazenamento de mercadorias era tratado efectuado antes do portão do castelo, como uma medida de segurança especial de forma que não houvesse contacto directo entre as pessoas.. O isolamento auto-imposto foi tão severo que logo entrou até o couro para a reparação de calçado.
Outros eventos em que o castelo esteve envolvido foram a Guerra dos Camponeses,em 1525, a Disputa de Landenberg, em 1540, a Guerra de Esmalcalda, em 1546/1547, e a Guerra dos Príncipes, em 1552. Especialmente nos dois últimos conflitos, não só os Zimmern, mas também os seus vizinhos nobres – católicos – procuraram aqui refúgio, o castelo mais forte e mais moderno da região depois do protestante Festung Hohentwiel. Deve ser referido que chegaram ao castelo, com bagagens e objectos de valor transportáveis, além dos Zimmern, também os Condes de Helfenstein, os Regentes de Waldburg, o Landkomtur de Altshausen e membros da Congressão de Beuron com apêndices. Também teve que chegar uma não pequena guarnição militar. Uma escolta que acompanhou de volta o filho Froben Christophs, deixado em Meßkirch por motivo de doença, consistia em 20 arcabuzeiros; a ocupação total do castelo podia conter, provavelmente, várias vezes essa quantia.
Algumas das coisas que Froben Christoph descreve na Crónica podem ser descritas como reacções claustrofóbicas. Wilhelm Truchsess von Waldburg fala de uma ratoeira, enquanto um escritor diz de si mesmo que várias vezes, por medo, correu várias vezes com a cabeça contra a parede. Uma vez que ninguém estava autorizado a deixar o castelo, instalou-se o tédio, de modo que comiam ou bebiam e já não queriam estar sóbrios, ou dormiam ou cantavam. A esposa do Vogt deve ter tido um caso com o organista de Meßkirch sob as abóbadas sobrias do castelo. O Vogt disse que não matou apenas para preservar as tréguas. Gottfried Werner conseguiu acalmar a situação ao ponto de fazer o Vogt admitir que talvez se tivesse enganado na escuridão, sendo capaz, assim, de resover o caso preservando a honra de todos os envolvidos.
Gottfried Werner tinha grandes dúvidas sobre se seria útil resistir no caso dum cerco efectivo e, assim, permitir que acabassem os bem sucedidos saques dos sitiantes nas suas aldeias e a destruição infligida aos seus súbditos, ou ser traído por uma capitulação dos seus pares. Além destas dúvidas, também se preocupava com o facto de a sua filha Bárbara ser freira no Convento Inzigkofen, o que lhe roubava o sono e trazia confusão à sua rotina diária . Como Gottfried Werner tinha todas as janelas do castelo barradas, nem sequer podia, nos seus momentos de ira, arremessar pelas janelas a comida com a qual estava insatisfeito.

## Uso actual
O castelo de Wildenstein é usado, desde a venda efectuada pela Princesa Theresa zu Fürstenberg em 1971, como um albergue da juventude da Associação Nacional de Baden-Württemberg dos Albergues da Juventude, com uma lotação actual de 156 camas.
A partir de 1972 começaram obras de reparação e renovação, que custou 4,7 milhões de marcos, ocorrendo em 1977 a celebração dos 900 anos. Em 1989 foram restaurados os afrescos da sala de jantar do palácio. Em 2005 começaram abrangentes trabalhos nos telhados do edifício principal, uma vez que estes já tinham muitos anos e não conservavam o calor. O planeamento foi feito em estreita colaboração com o gabinete dos monumentos de Baden-Württemberg(Landesdenkmalamt Baden-Württemberg). Mais recentemente, em 2006, o telhado foi extensamente recoberto.
O castelo está apenas parcialmente aberto ao público. A parte aberta inclui a taberna e o pátio, assim como o acesso através das pontes, encontrando-se o portão do castelo com acesso livre durante o dia. Todos os outros espaços estão reservados aos hóspedes do albergue da juventude ou apenas disponíveis aos funcionários. No primeiro andar do palácio encontra-se o apartamento do gerente do albergue. É possível, com a colaboração dum guia nomeado pelo gerente, organizar uma visita ao castelo. Nos meses de Inverno, o castelo de Wildenstein está, na sua totalidade, fechado temporariamente a visitantes.